# Santiago de Cuba
Santiago de Cuba es la segunda ciudad más importante de Cuba debido a su historia, economía y población. Fue históricamente capital de la provincia de Oriente (1878-1976) y capital del país durante los primeros años del dominio Colonial español; es en la actualidad cabecera de la provincia que lleva su nombre. El conquistador español Diego Velázquez de Cuéllar la fundó en 1515, siendo una de las siete primeras villas de Cuba.

## Historia

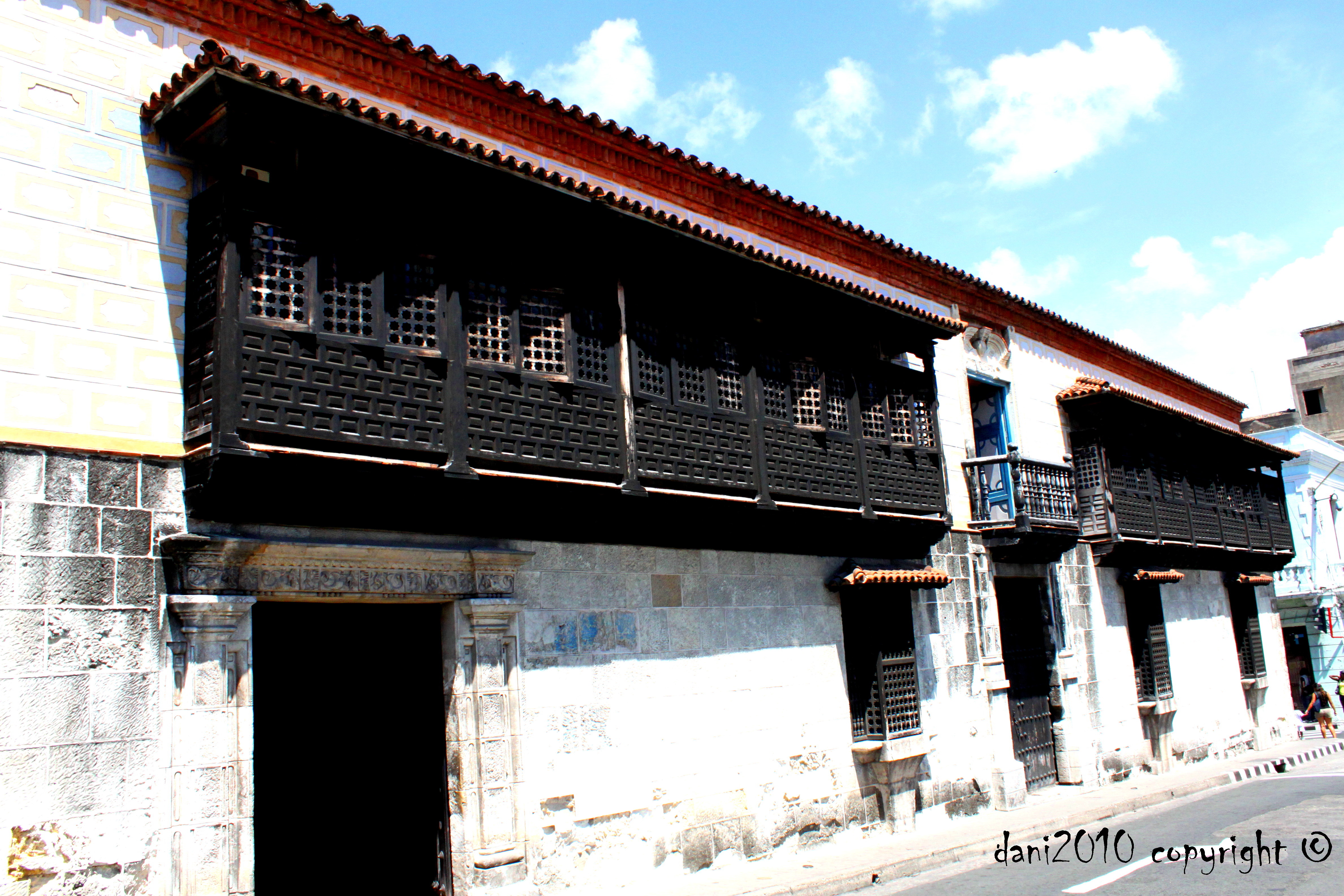
Casa de Diego Velázquez de Cuéllar.

Desde su fundación en 1515 hasta 1608, Santiago fue la capital de la Capitanía General de Cuba, dependiente del Virreinato de la Nueva España. Es conocida como la Ciudad Héroe de Cuba, título que fue concedido por el apoyo de separatistas cubanos y también como Capital del Caribe. Cristóbal Colón ya había avistado su abrigada bahía en sus primeros viajes a América. Los primeros conquistadores y colonizadores españoles de Cuba fijaron en ella su capital desde 1515, y fue declarada oficialmente “ciudad” en 1522 cuando se convierte en sede catedralicia. La Iglesia católica tuvo igualmente la sede primada del arzobispado en la isla, título que aún ostenta.
El conquistador Hernán Cortés fue el primer alcalde de la ciudad y de allí partió hacia la conquista de México. De Santiago marchó también el conquistador y explorador Pánfilo de Narváez con los títulos de adelantado y gobernador rumbo a las costas de Florida en viaje exploratorio, que terminó en fracaso y le costó la vida.
Santiago de Cuba fue atacada por corsarios, piratas y filibusteros, que andaban en búsqueda de riquezas que formaban parte de lo que había heredado este territorio. En 1554 el pirata francés François Le Clerc también conocido como "Jambe de Bois" (Pata de Palo) saqueó la ciudad de Santiago de Cuba, huyendo de ella con un botín de 80.000 pesos.
En el siglo XVIII, fue construido el Castillo de San Pedro de la Roca, considerada la mayor construcción militar española en el Nuevo Mundo, declarado Patrimonio de la Humanidad en 1997.

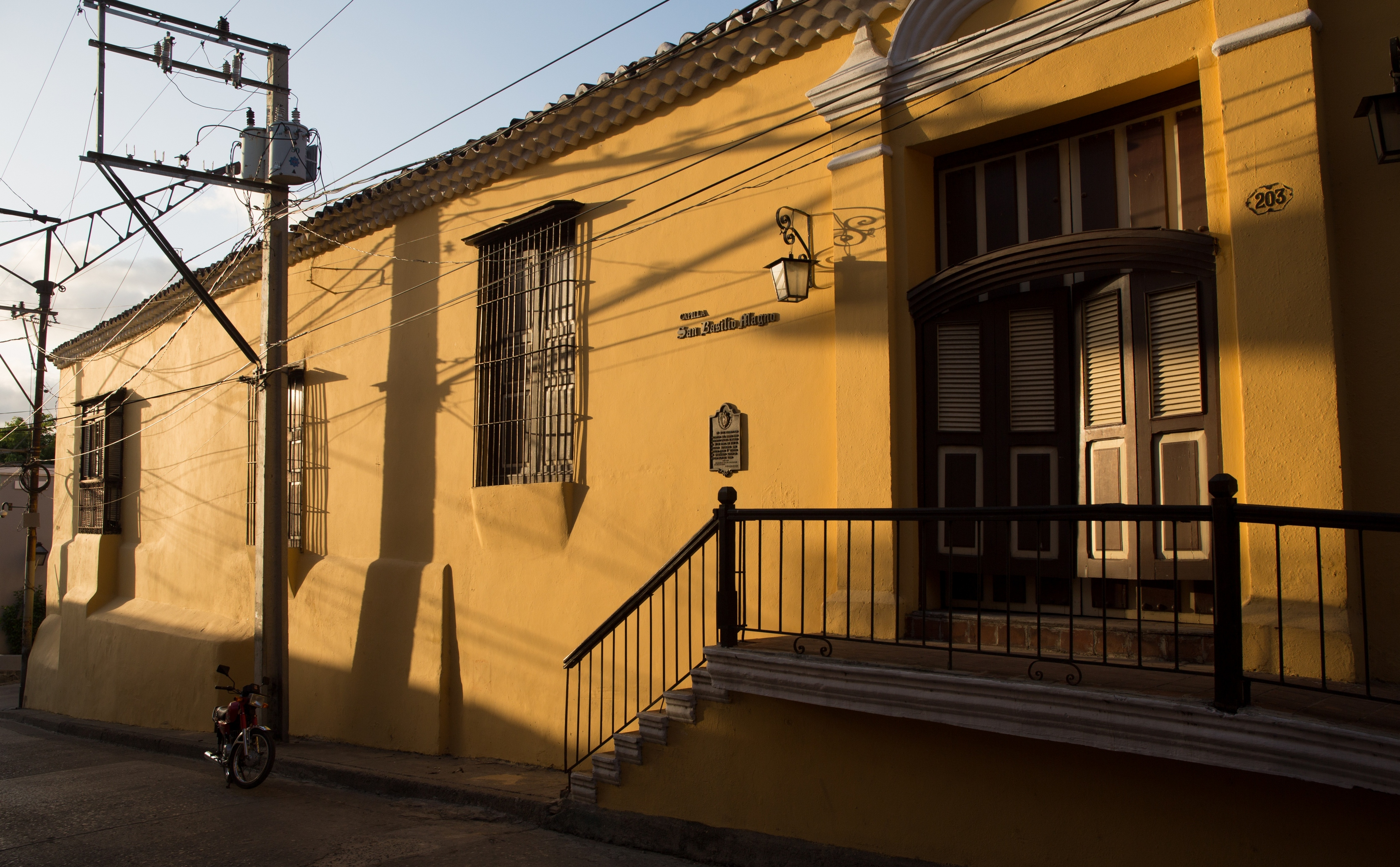
Primera sede del Seminario San Basilio Magno, primera casa de altos estudios de Cuba

En 1718 se funda en esta ciudad el Colegio-Seminario San Basilio Magno, la primera casa de altos estudios del país; 10 años antes que la Universidad de La Habana y 54 años antes que el Seminario de San Carlos y San Ambrosio de la capital cubana.
Debido a la ocupación británica de La Habana, Santiago de Cuba volvió a erigirse como capital de la Cuba española del 7 de septiembre de 1762 a julio de 1763.
 

Debido a la llegada de colonos franceses de Saint-Domingue con sus esclavos a raíz de la Revolución haitiana (1791-1804), Santiago de Cuba experimentó un fuerte crecimiento y un notable desarrollo de su economía azucarera, dependiente del trabajo esclavo. La ciudad fue también lugar de acogida de miles de realistas que huyeron de las devastadoras guerras de independencia de la América española. Debido a ello, en 1822 la Corona española le otorgó el título de "Ciudad Hospitalaria de las Américas". 

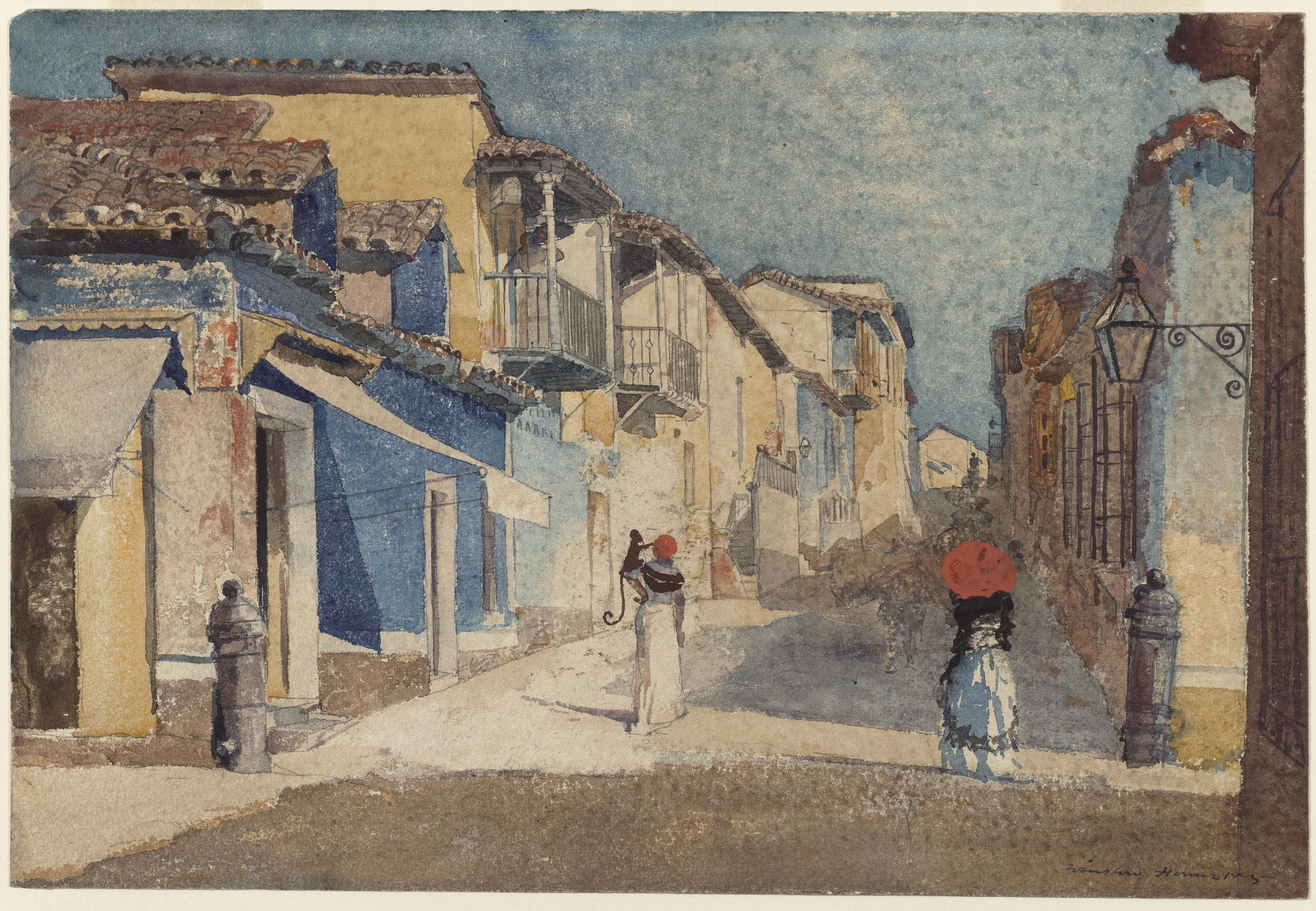
Escena en una calle de Santiago de Cuba. Pintura de Winslow Homer de 1885.

Durante las décadas centrales del siglo XIX, Santiago siguió recibiendo a miles de inmigrantes peninsulares, destacando los catalanes, que llegaron a dominar el comercio local. Uno de ellos, Facundo Bacardí, natural de Sitges, creó en Santiago el mundialmente famoso Ron Bacardí en 1862.
Durante la Guerra de Santo Domingo (1863-1865), Santiago se convirtió en el principal centro logístico de operaciones del Ejército español en Cuba, debido a su cercanía con La Española.
Con motivo de la Guerra de los Diez Años (1868-1878), primera guerra de independencia cubana, Santiago de Cuba se convirtió en el bastión de las fuerzas leales a la Corona en el oriente cubano, mientras que su jurisdicción estuvo dominada por los mambises. Sin embargo, la ciudad fue cuna de notables caudillos separatistas, destacando Antonio Maceo, José Maceo, Quintín Bandera, Guillermo Moncada, Flor Crombet, o Pío Rosado Lorié, entre otros.
Año y medio después de la Paz del Zanjón, que puso fin a la Guerra de los Diez Años, empezó en Santiago de Cuba un nuevo alzamiento separatista en agosto de 1879, que daría lugar a la Guerra Chiquita (1879-1880), de corta duración debido al agotamiento del país y a la escasa preparación de la sublevación.
El 24 de febrero de 1895, en un pueblo de la jurisdicción de Santiago, Baire, se dio inicio a una nueva guerra de independencia, que tuvo en la zona oriental su principal teatro de operaciones, fuertemente dominado por las fuerzas mambisas.
Entre junio y julio de 1898, la zona de Santiago se convirtió en el escenario principal de la guerra entre España y los Estados Unidos con hechos de armas como el combate de la Loma de San Juan y la batalla naval de Santiago de Cuba, cuyo resultado marcó el fin de la soberanía española en América y el inicio de la expansión imperialista de los Estados Unidos en Iberoamérica.

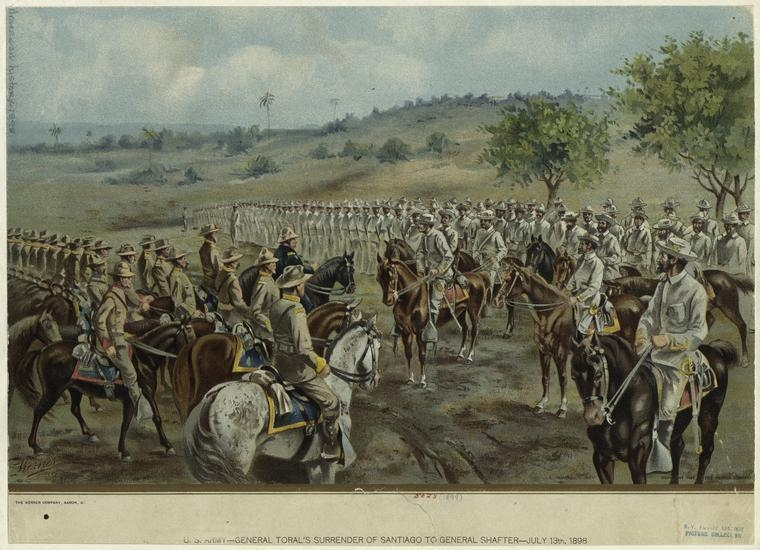
El general español José Toral rinde la ciudad al estadounidense William Rufus Shafter (julio de 1898)

Tras la capitulación de la guarnición española, fue ocupada militarmente por Estados Unidos el 16 de julio de 1898, mientras que el resto de Cuba siguió bajo jurisdicción española hasta que el 1 de enero de 1899 se hizo oficial el inicio de la ocupación militar estadounidense en Cuba.
Es considerada la cuna del Ron ligero.
El 1 de enero de 1901 se convirtió en la primera ciudad en izar la Bandera de Cuba en un edificio público como inicio del nuevo año, dando comienzo a la tradicional Fiesta de la Bandera, en protesta a la continuidad indefinida de la Ocupación militar estadounidense.
El 20 de mayo de1902 fue la protagonista de las celebraciones por el nacimiento de la República de Cuba, al hacer toma de posesión el primer Presidente de Cuba Tomás Estrada Palma en el Ayuntamiento de esta ciudad.
En 1917 la facción del ejército en la región protagonizó un golpe de Estado en la ciudad, independizando a la antigua Provincia de Oriente, en protesta por la inestabilidad política en La Habana. Esta situación duró casi un mes.
El 26 de julio de 1953 se produce el asalto al Cuartel Moncada, llevado a cabo por jóvenes revolucionarios dirigidos por Fidel Castro, en protesta al Golpe de Estado de 1952. Aunque la acción revolucionaria fracasó, se cumplió su objetivo inmediato. 
El 30 de noviembre de 1956 se produce el levantamiento de Santiago de Cuba. Salen a las calles por primera vez las milicias verde olivo del Movimiento 26 de Julio, con brazalete rojo y negro, para apoyar el desembarco de Fidel, proveniente de Tuxpan (México) con 81 acompañantes.
Posteriormente al desembarco del Granma, el 2 de diciembre de 1956, se reúne Frank País con Fidel en la Sierra Maestra y le promete fortalecer la guerrilla con los combatientes de la clandestinidad. Este plan contribuyó a que se lograra la victoria. 
En 1955 se convirtió en Municipio de Benemérito de las Américas, por decisión de un Congreso Iberoamericano de Municipios.

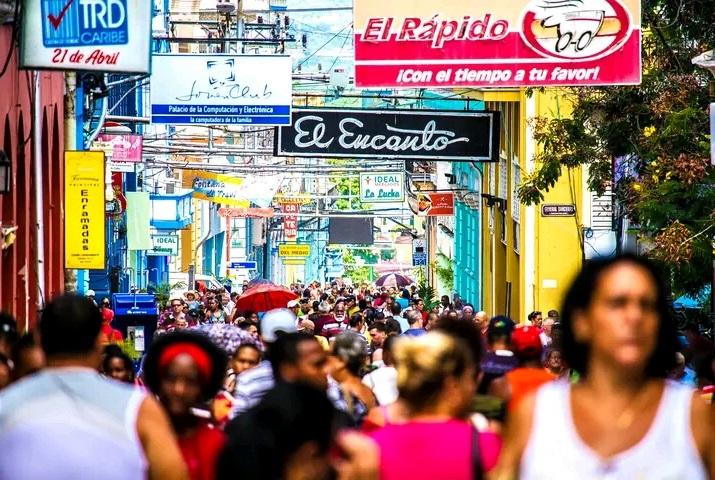
Calle Enramadas, el principal bulevar de la ciudad y el más largo de Cuba

En los días finales de 1958, las tropas dirigidas por el comandante Fidel Castro y las que estaban al mando de los comandantes Huber Matos y Juan Almeida sitiaron la ciudad. El 31 de diciembre de este mismo año, el ejército rebelde se encontraba presto al asalto final para tomar la ciudad, apoyado por los grupos que operaban en la clandestinidad. Al final de la noche del 1 de enero desde el balcón central del Ayuntamiento, situado actualmente frente al parque Céspedes, Fidel proclamó el triunfo de la Revolución cubana; convirtiéndose Santiago nuevamente en capital de Cuba. Allí se llevó a cabo el Juicio de los aviadores. 

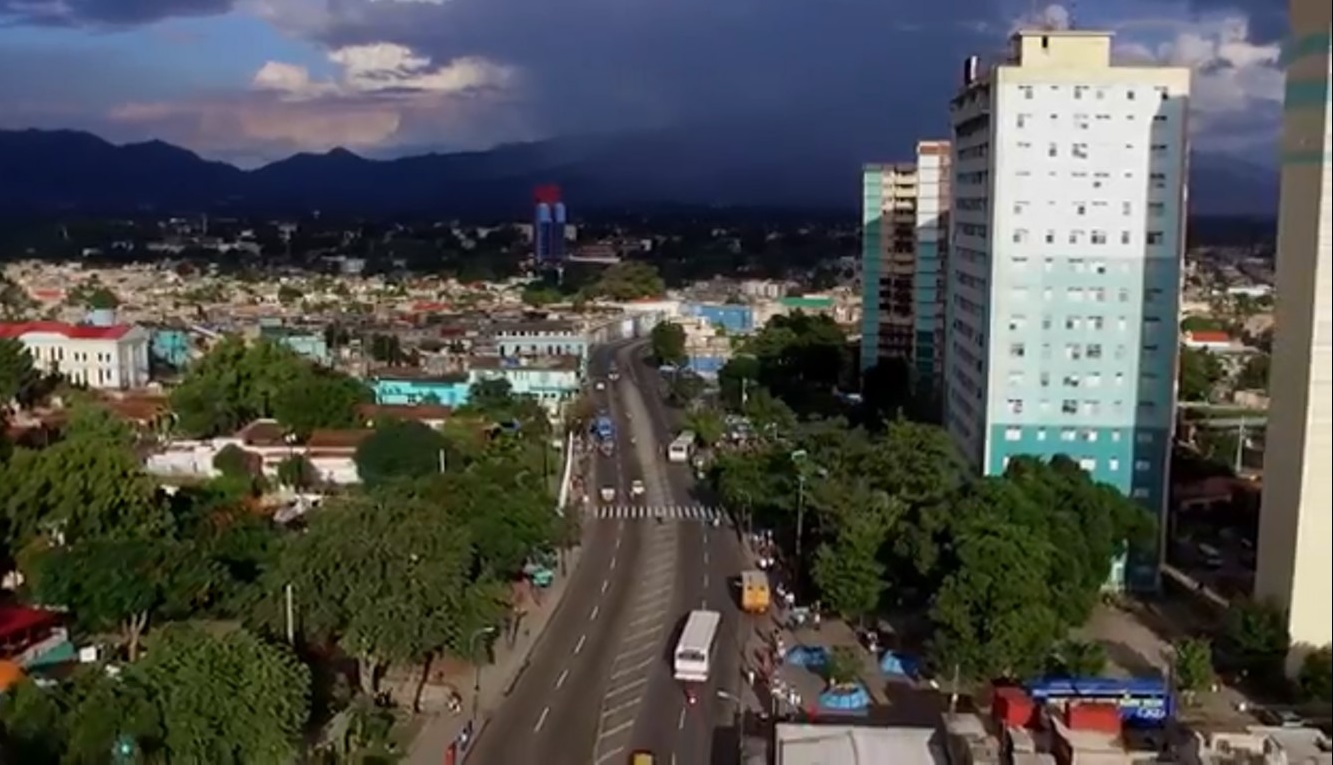
Imagen de Santiago de Cuba en el siglo XXI

En 1984 por decisión del Consejo de Estado recibió el título de Héroe de la República de Cuba (la mayor condecoración del país) y la Orden Antonio Maceo de tres estrellas (la mayor condecoración militar).
Fue subede de los Juegos Panamericanos de 1991 y ese mismo año acogió al IV Congreso del Partido Comunista de Cuba, el principal órgano de poder en Cuba.
En 1995, recibió el premio del turismo Manzana de oro (Golden Apple).
En 2008 la Tumba francesa La Caridad de Oriente, con sede en esta ciudad se convirtió en Patrimonio de la Humanidad.
En 2021 recibió el título de Ciudad Creativa de la Música por la Unesco.

## Títulos[2]
A lo largo de su historia Santiago de Cuba ha recibido varios títulos, siendo la ciudad cubana más condecorada:
- "Muy Noble y Muy Leal", por Real Cédula fechada el 14 de febrero de 1712.
- "Hospitalaria de las Américas" en mayo de 1822 por iniciativa de miles de emigrados provenientes de varias partes de Latinoamérica.
- "Fiel Ciudad" en marzo de 1874 por Real Orden.
- "Municipio Benemérito de las Américas" en 1955 por acuerdo de los delegados del Primer Congreso Iberoamericano-Filipino de Municipios.
- "Héroe de la República de Cuba" el 1 de enero de 1984 por acuerdo del Consejo de Estado de Cuba.
- "Orden Antonio Maceo" el 1 de enero de 1984 por acuerdo del Consejo de Estado de Cuba.
- Premio del Turismo "Manzana de Oro" en 1993.[4]
- "Ciudad Creativa de la Música" en 2021 por la Unesco.

## Arquitectura
En la ciudad coinciden estilos arquitectónicos múltiples, desde el colonial y barroco, hasta el neoclásico y el racionalismo más depurado, pasando por el vanguardismo y el art decó, es por ello que generalmente se califica como una ciudad de estilo ecléctico.
A pesar de la inclemencias del tiempo y los importantes sismos registrados en la región oriental de Cuba, se conservan importantes muestras de la arquitectura colonial santiaguera. En las calles del casco histórico se pueden apreciar casas coloniales con las características paredes de adobe, techumbres a dos aguas de tejas cerámicas, grandes ventanales y patios interiores ajardinados.

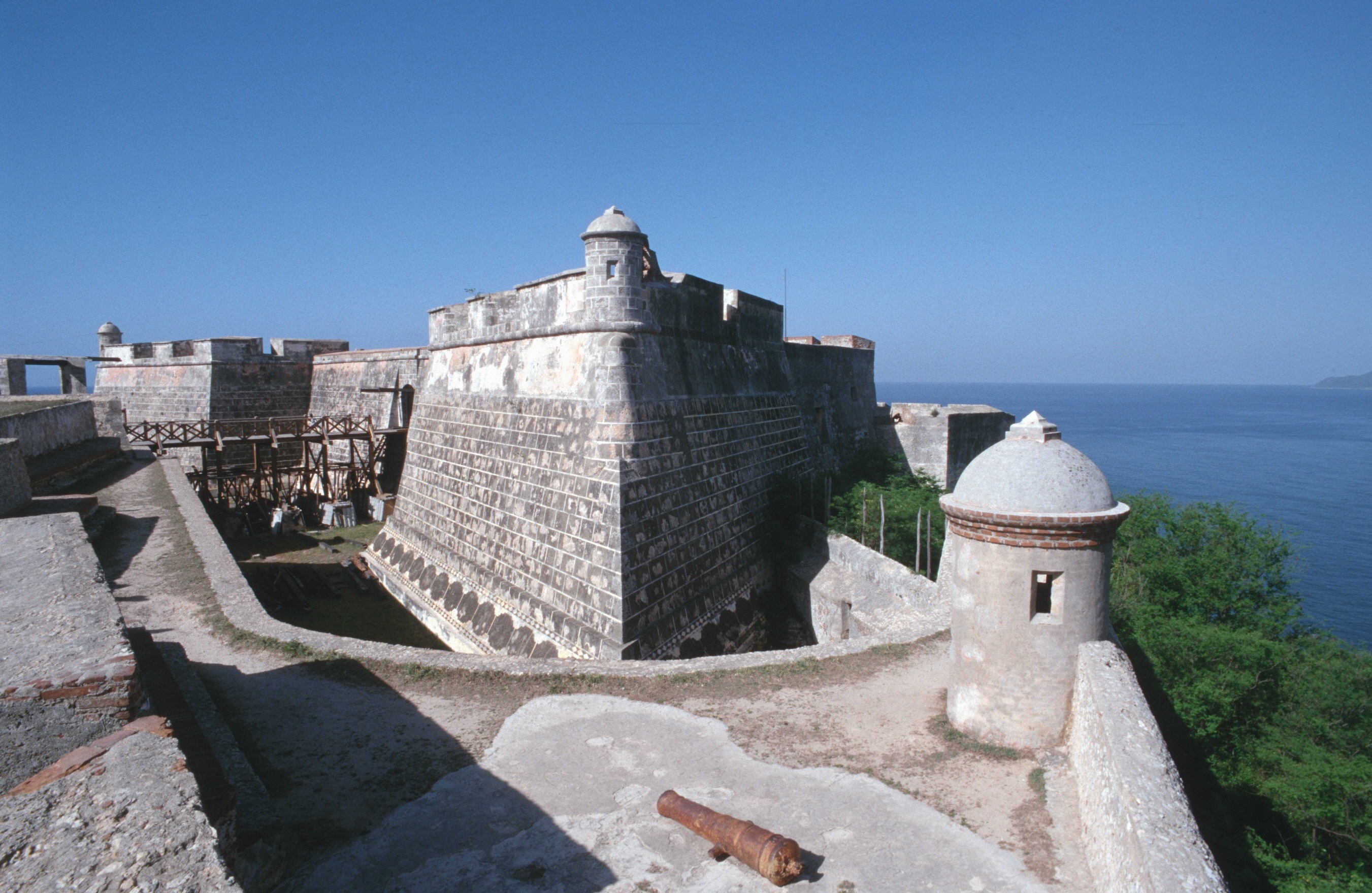
Castillo del Morro

El castillo de San Pedro de la Roca fue declarado por la Unesco en 1997 como Patrimonio de la Humanidad, donde se cita como el más completo y mejor preservado ejemplo de la arquitectura militar hispanoamericana, basado en principios de diseño italiano y renacentista».

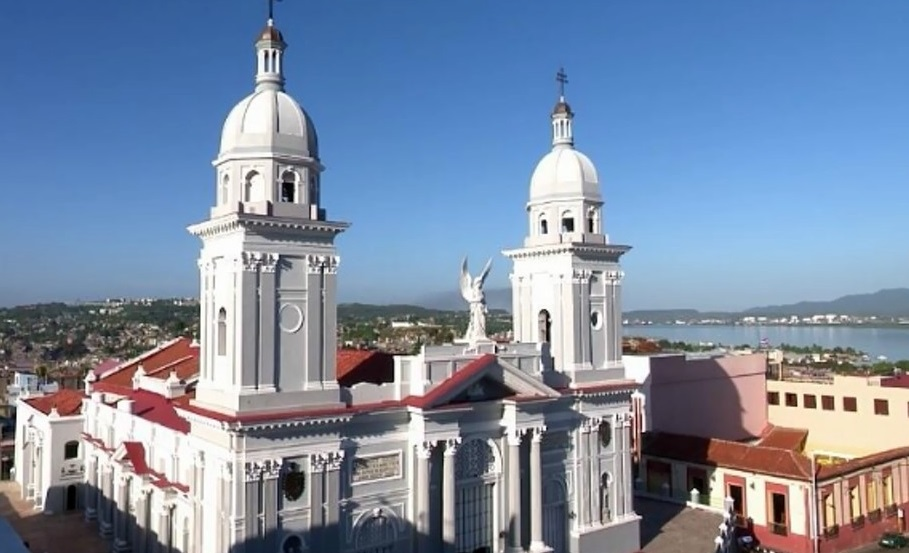
Catedral de Santiago de Cuba

La imagen que se conoce hoy del anillo fundacional de la ciudad y sus edificios circundantes, como la fachada principal de la catedral  —la primera de la isla—, el Ayuntamiento, el Hotel Casa Granda y el Club San Carlos, son obra del arquitecto e ingeniero civil santiaguero Carlos Segrera, quien fuera durante muchos años arquitecto municipal. Con él se inició el progreso urbanístico y arquitectónico en Santiago de Cuba. Sus obras van desde el casco histórico hasta el aristocrático barrio Vista Alegre.
Son de especial interés los parques arbolados, las calles escalonadas y las construcciones coloniales con inmensos ventanales y apretados balcones. De estilo ecléctico son los hoteles Casa Granda e Imperial, construidos entre los años 1914 y 1916 y ubicados cerca de la bahía.

## Cultura

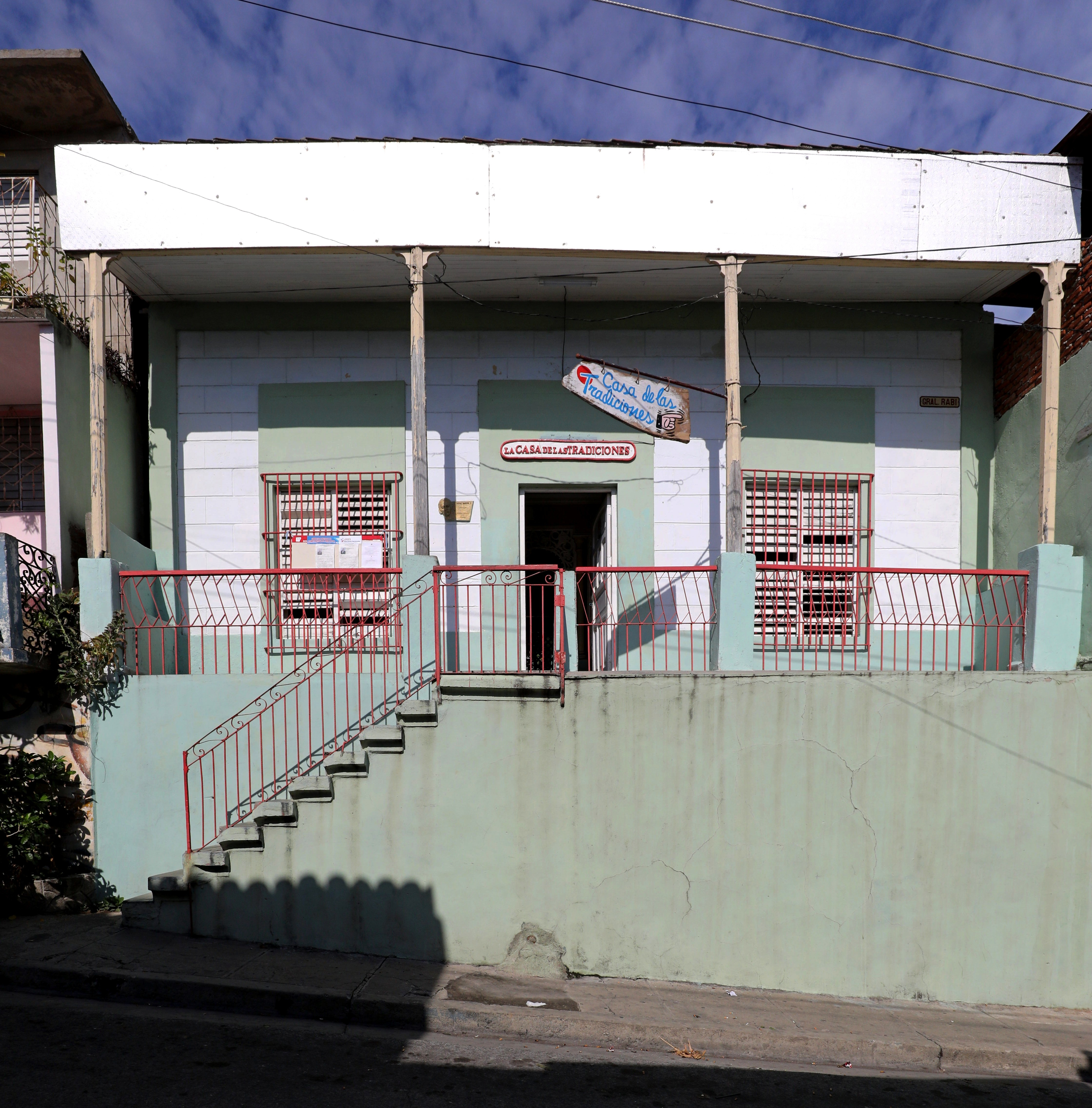
Casa de las Tradiciones, Tívoli

Santiago de Cuba es considerada la cuna de la música cubana, ya que los primeros géneros nacieron en la Catedral basílica de Nuestra Señora de la Asunción, de manos del compositor Esteban Salas. Ha sido reconocida como la «Cuna del Son cubano, el bolero cubano y la Conga», la trova tradicional y la expresión coral tienen un profundo arraigo. Allí nacieron grandes músicos como Ibrahim Ferrer Planas, Sindo Garay, Ñico Saquito, Eliades Ochoa, Compay Segundo, Olga Guillot, por solo mencionar algunos. Las fiestas populares de mayor importancia son el Carnaval santiaguero y la Fiesta del Fuego. Resulta importante destacar que la conga (expresión de baile y música) une a miles de santiagueros en las calles durante varios días del año.

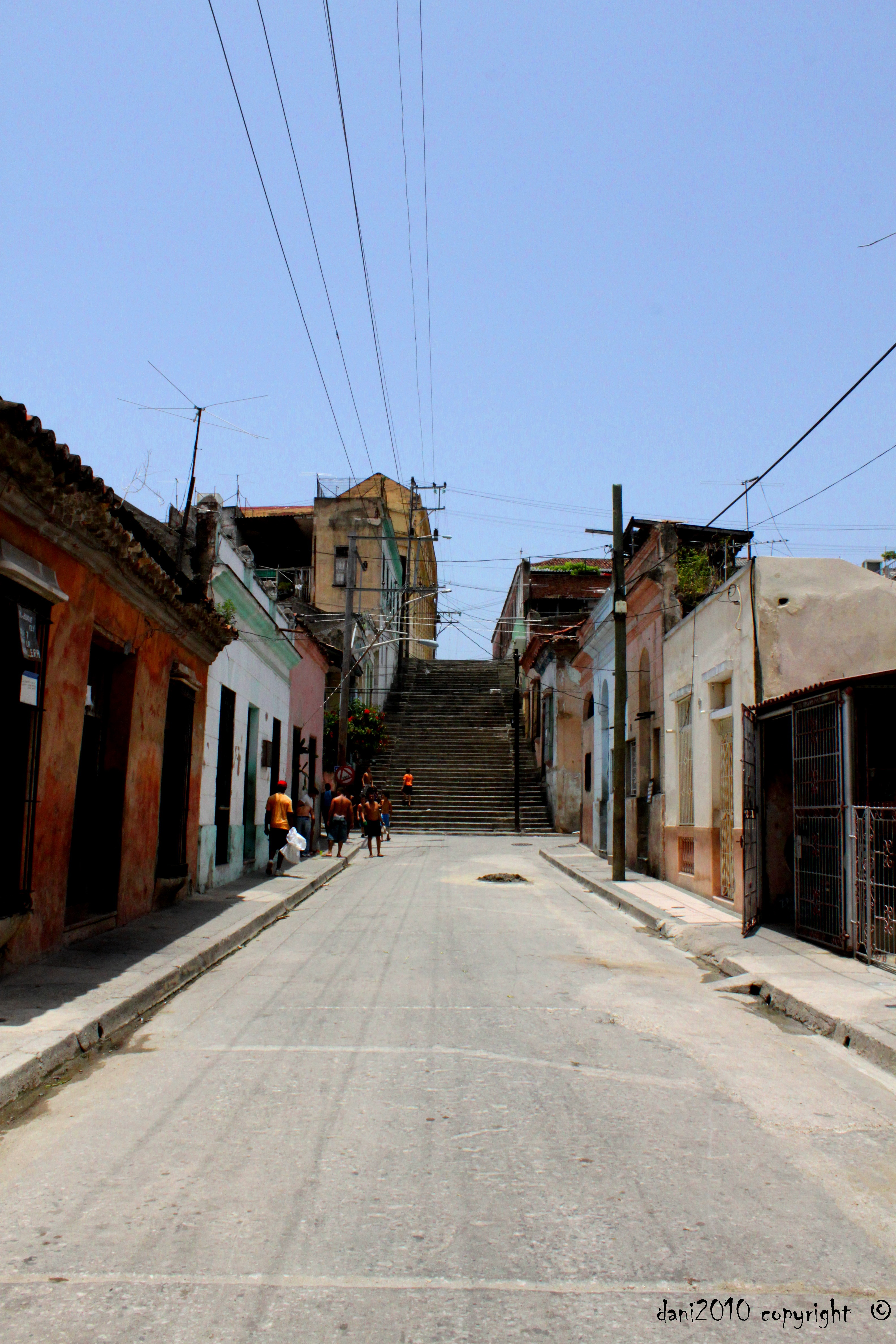
Escalinata de Padre Pico en el Tivolí

El Tívoli constituye uno de los barrios más importantes e históricos de la ciudad. Es alcanzable gracias a la Escalinata Padre Pico, muy conocida por los santiagueros y compuesta de 52 escalones. En este lugar se asentaron los inmigrantes haitianos para escapar de la situación política de su país importando también sus culturas y sus costumbres. Desde un punto de vista arquitectónico, el barrio consta de casas muy altas que miran en dirección al mar. El carnaval santiaguero comenzó en este sitio, debido a la mezcla de celebraciones paganas haitianas y bailes de salón procedentes de Francia.
Santiago de Cuba posee varios centros de educación superior. Entre los más importantes están la Universidad de Oriente, el Instituto Superior de Ciencias Médicas y el Instituto Superior Pedagógico "Frank País". Es importante resaltar que en esta ciudad se fundó la primera casa de altos estudios del país, el Colegio-Seminario San Basilio Magno. Su principal institución cultural es el Teatro Heredia, sede polivalente que lleva el nombre del célebre poeta santiaguero, reconocido por muchos como el primer poeta romántico de América.  
Por su relevancia artística es conocida como cuna de la música cubana, y fue declarada Ciudad Creativa de la Música por la UNESCO en 2021.

## Religión
Ver Arquidiócesis de Santiago de Cuba.
Desde el año 1522 Santiago de Cuba ha sido capital eclesiástica de la nación, de 1522 a 1787 como sede de la Catedral, y de 1803 a 1925 como sede metropolitana. Actualmente es la Arquidiócesis Primada de Cuba, donde se venera a la imagen de la Virgen de la Caridad del Cobre, la Patrona nacional. Fue visitada el 24 de enero de 1998 por el papa Juan Pablo II, el 26 de marzo de 2012 por el papa Benedicto XVI y el 22 de septiembre del año 2015 por el papa Francisco. La ciudad está dividida en 11 parroquias.

## Geografía
Santiago de Cuba se encuentra en el sureste de la isla, en las coordenadas 20°1′17.42″ N, 75°49′45.75″ O. Históricamente, Santiago de Cuba ha sido la segunda ciudad más poblada de Cuba, por detrás de La Habana. Cuenta con una bahía conectada con el mar Caribe y es un importante puerto. El municipio Santiago de Cuba, en donde se encuentra su ciudad capital, es el más poblado de Cuba.
La ciudad ha ido creciendo al fondo de su bahía y está rodeada, en tierra firme, por la Sierra Maestra. Esto condiciona el clima cálido y húmedo del lugar. Posee un relieve irregular, lo cual contribuyó al desarrollo de un escenario urbano donde las avenidas y calles se empinan o descienden.
El Parque Baconao en Santiago de Cuba fue inscrito en 1987 por la Unesco en la Red Mundial de Reservas de la Biosfera. Es un parque nacional que abarca una amplia región de montaña y costa a unos 20 km al este de la ciudad abarcando una superficie de unas 84 600 hectáreas.

## Otras localidades
El municipio, además de la ciudad de Santiago de Cuba, cuenta con muchas otras localidades que conforman el área metropolitana de la ciudad, entre ellos el poblado de El Cobre (famoso por albergar la Basílica Santuario Nacional de Nuestra Señora de la Caridad del Cobre, el sitio religioso más importante de Cuba), el poblado de El Cristo, el poblado de Siboney, el poblado de Sevilla y muchos más. También cuenta con el Parque Baconao, Reserva Mundial de la Biosfera, donde se encuentra el Paisaje arqueológico de las primeras plantaciones de café de Cuba, declaradp Patrimonio de la Humanidad por la Unesco en el año 2000.
Es importante resaltar que los antiguos poblados de Boniato y El Caney, desde hace unos años, son considerados parte de la ciudad de Santiago de Cuba, debido a que el crecimiento de los poblados y la misma ciudad halla generado un encuentro.

## Población
En 2010, Santiago de Cuba tenía una población (urbana) de 445 399 habitantes. Según la misma fuente el municipio, en el mismo año, contaba con 492 891 habitantes.
| 36.752                                               | 43.090  | 45.470  | 62.083  | 101.508 | 118.266 | 163.237 |
| 1970                                                 | 1981    | 2002    | 2003    | 2004    | 2005    | 2006    |
| 277.600                                              | 347.279 | 423.392 | 424.031 | 424.905 | 425.780 | 426.199 |
| 2007                                                 | 2008    | 2009    | 2010    | 2012    | 2017    | 2022    |
| 426.618                                              | 426.679 | 446.233 | 445.399 | 431.272 | 433.498 | 507.167 |
| Censos hasta el 2002; estimaciones entre 2003 y 2010 |         |         |         |         |         |         |

## Subdivisiones
Por su gran tamaño esta ciudad, Santa Clara, Camagüey y Holguín, son las únicas del país que se dividen en distritos. (Recordemos que la ciudad La Habana tiene estatus de Provincia y por lo tanto se divide a sí misma en Municipios).
Los seis distritos en los que se divide la ciudad son:
- Distrito José Martí
- Distrito 26 de Julio (Centro de la Ciudad)
- Distrito Antonio Maceo
- Distrito Abel Santamaría
- Distrito René Ramos
- Distrito Frank País

Los distritos a su vez se dividen en Consejos Populares que contienen Centros Urbanos, barrios, barriadas y repartos.
Por lo que la población queda distribuida de la siguiente manera:
| CONCEPTO | Total Extensión superficial (km²) | Cayos Adyacentes Extensión superficial (km²) | Área de tierra Firme Extensión superficial (km²) | Población Residente (U) | Densidad de población (hab/km²) |
| Municipio Santiago de Cuba | 1 031,74                          | 0,10                                         | 1 031,64                                         | 510 037                 | 494,3                           |
| Ciudad de Santiago de Cuba | 641,40                            | -                                            | 641,40                                           | 433 253                 | 675,5                           |
| Distrito Urbano #1 José Martí | 74,53                             | -                                            | 74,53                                            | 129 758                 | 1 741,0                         |
| Distrito José Martí Norte (Micro 9 y 10, La Riseña, San Pablo 1 y 2, Los Cocos, Bajo Rancho Club, Altos de Quintero y 13 de agosto) | 5,70                              | -                                            | 5,70                                             | 31 221                  | 5 477,4                         |
| Agüero - Mar Verde (Nuevo Vista Alegre, Agüero, Marimón, zona de Mar Verde)                                                         | 60,50                             | -                                            | 60,50                                            | 30 679                  | 507,1                           |
| Distrito José Martí Sur (Bloques A-H, L y J; Reparto Novoa y Micro 8)                                                               | 1,39                              | -                                            | 1,39                                             | 27 072                  | 19 476,3                        |
| Los Olmos (René Ramos Latour y Sorribe)                                                                                             | 0,81                              | -                                            | 0,81                                             | 23 735                  | 29 302,5                        |
| Mariana Grajales (Los Pinos y San Pedrito)                                                                                          | 1,63                              | -                                            | 1,63                                             | 11 118                  | 6 820,9                         |
| Manuel Isla Pérez (Micro 7) | 4,50                              | -                                            | 4,50                                             | 5 933                   | 1 318,4                         |
| Distrito Urbano #2 26 de Julio (Centro de la Ciudad)                                                                                | 3,11                              | -                                            | 3,11                                             | 51 773                  | 16 647,3                        |
| Guillermón Moncada (Pegado al Ferrocarril, Barracones, El Tivolí)                                                                   | 1,42                              | -                                            | 1,42                                             | 17 977                  | 12 659,9                        |
| Los Maceo (la mitad del centro pegada a Martí)                                                                                      | 0,72                              | -                                            | 0,72                                             | 18 788                  | 26 094,4                        |
| José María Heredia (La mitad del centro pegado a Trocha)                                                                            | 0,97                              | -                                            | 0,97                                             | 15 008                  | 15 472,2                        |
| Distrito Urbano #3 Antonio Maceo | 35,48                             | 0,10                                         | 35,38                                            | 112 917                 | 3 182,6                         |
| Altamira | 6,50                              | -                                            | 6,50                                             | 20 122                  | 3 095,7                         |
| Vista Hermosa | 2,18                              | -                                            | 2,18                                             | 23 227                  | 10 654,6                        |
| Veguita de Galo | 2,40                              | -                                            | 2,40                                             | 15 011                  | 6 254,6                         |
| Chicharrones | 4,90                              | -                                            | 4,90                                             | 21 707                  | 4 430,0                         |
| Flores | 1,10                              | -                                            | 1,10                                             | 24 257                  | 22 051,8                        |
| Ciudamar | 18,40                             | 0,10                                         | 18,30                                            | 8 593                   | 467,0                           |
| Distrito Urbano #4 Abel Santamaría                                                                                                  | 80,80                             | -                                            | 80,80                                            | 98 638                  | 1 220,8                         |
| Sueño | 3,56                              | -                                            | 3,56                                             | 15 941                  | 4 477,8                         |
| Vista Alegre | 3,24                              | -                                            | 3,24                                             | 12 537                  | 3 869,4                         |
| 30 de noviembre | 1,50                              | -                                            | 1,50                                             | 19 687                  | 13 124,7                        |
| Santa Bárbara | 3,30                              | -                                            | 3,30                                             | 18 064                  | 5 473,9                         |
| Abel Santamaría (Micro 1 y 2 de El Salao)                                                                                           | 22,60                             | -                                            | 22,60                                            | 17 879                  | 791,1                           |
| Haydee Santamaría | 46,60                             | -                                            | 46,60                                            | 14 530                  | 311,8                           |
| Distrito #5 René Ramos Latourt | 248,36                            | -                                            | 248,36                                           | 65 906                  | 265,4                           |
| El Cobre | 163,20                            | -                                            | 163,20                                           | 18 347                  | 112,4                           |
| El Cristo | 42,66                             | -                                            | 42,66                                            | 14 214                  | 333,2                           |
| Boniato | 42,50                             | -                                            | 42,50                                            | 33 345                  | 784,6                           |
| Distrito #6 Frank País García | 589,46                            | -                                            | 589,46                                           | 51 045                  | 86,6                            |
| El Caney | 18,10                             | -                                            | 18,10                                            | 28 847                  | 1 593,8                         |
| Siboney | 98,80                             | -                                            | 98,80                                            | 11 725                  | 118,7                           |
| El Ramón | 160,40                            | -                                            | 160,40                                           | 3 875                   | 24,2                            |
| El Escandel | 78,50                             | -                                            | 78,50                                            | 1 903                   | 24,2                            |
| Sigua | 233,66                            | -                                            | 233,66                                           | 4 695                   | 20,1                            |

## Galería

Imágenes de Santiago de Cuba
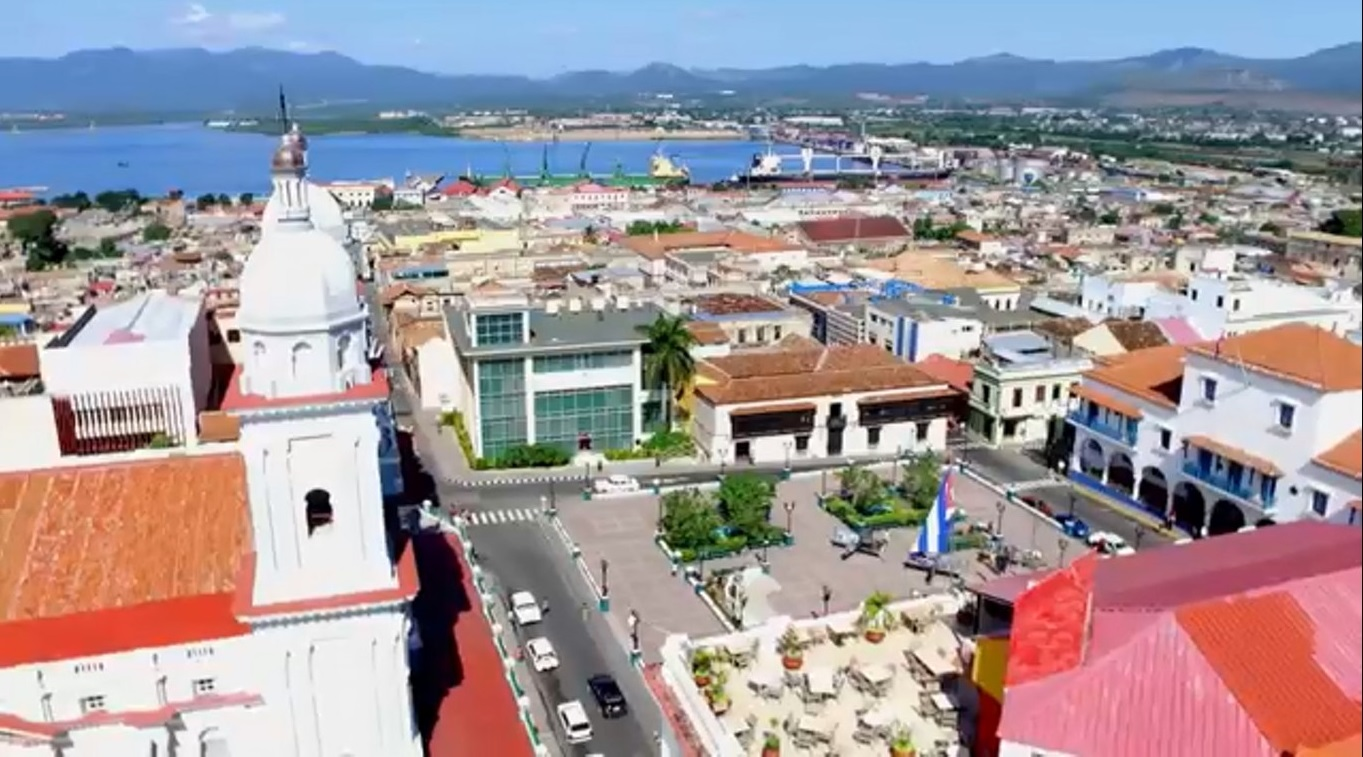
Centro histórico de Santiago de Cuba
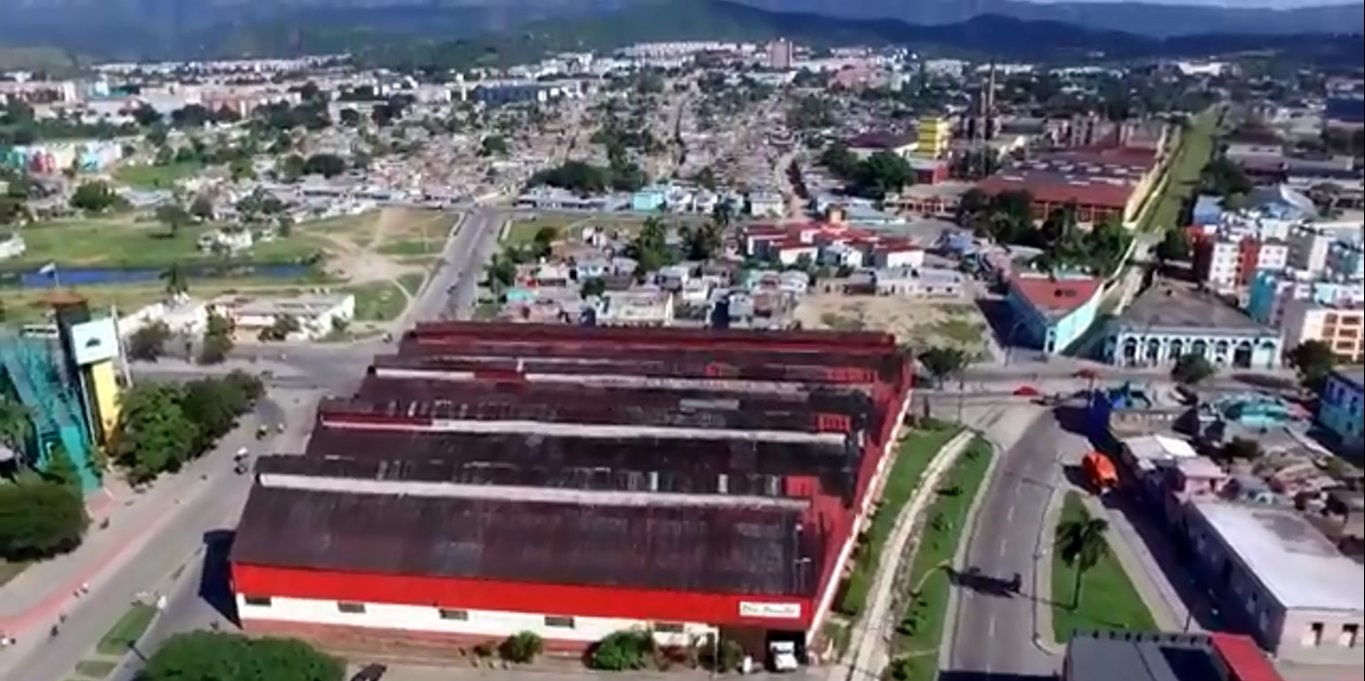
Zona norte de la ciudad
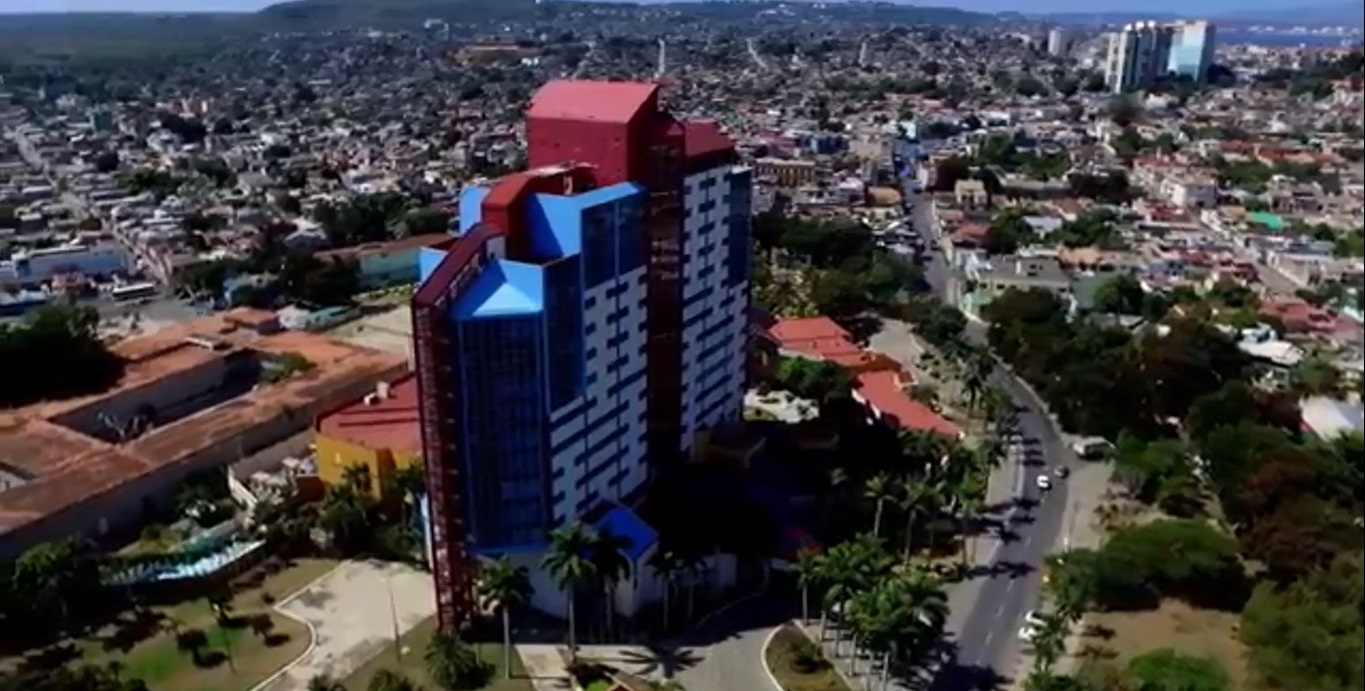
Zona este de la ciudad
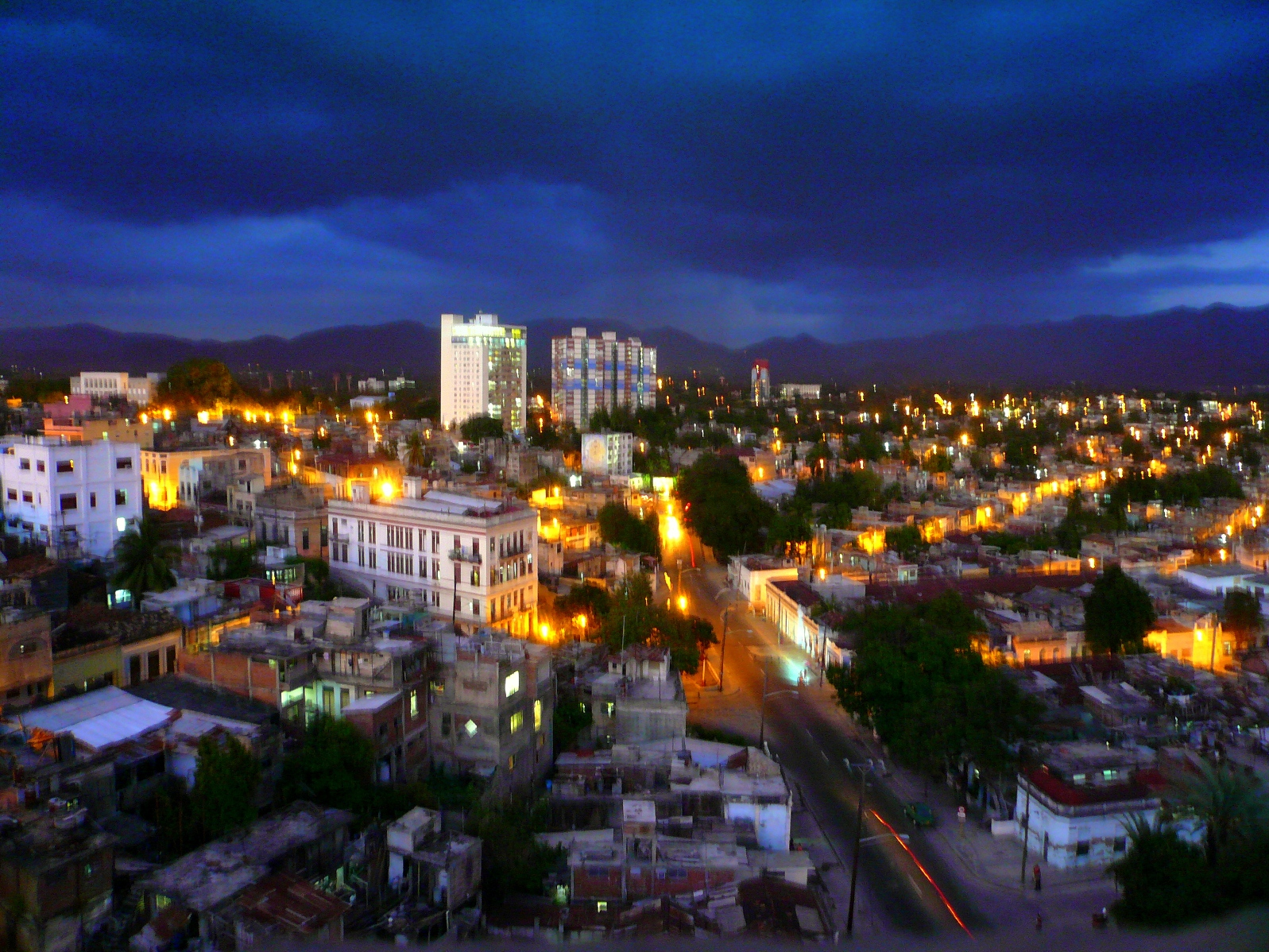
Panorama de Santiago de Cuba al atardecer
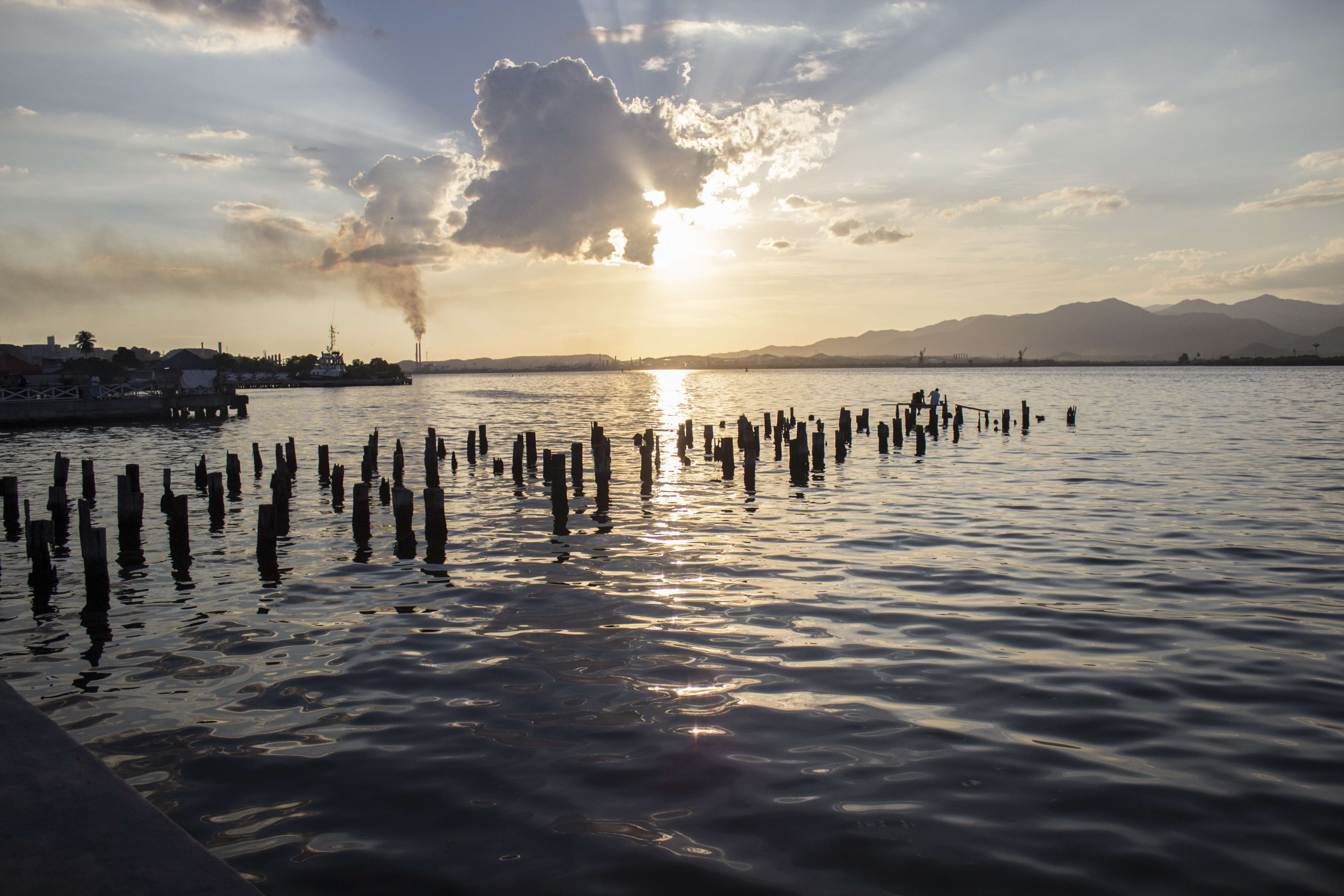
Vista de la Bahía de Santiago de Cuba desde el Paseo Marítimo
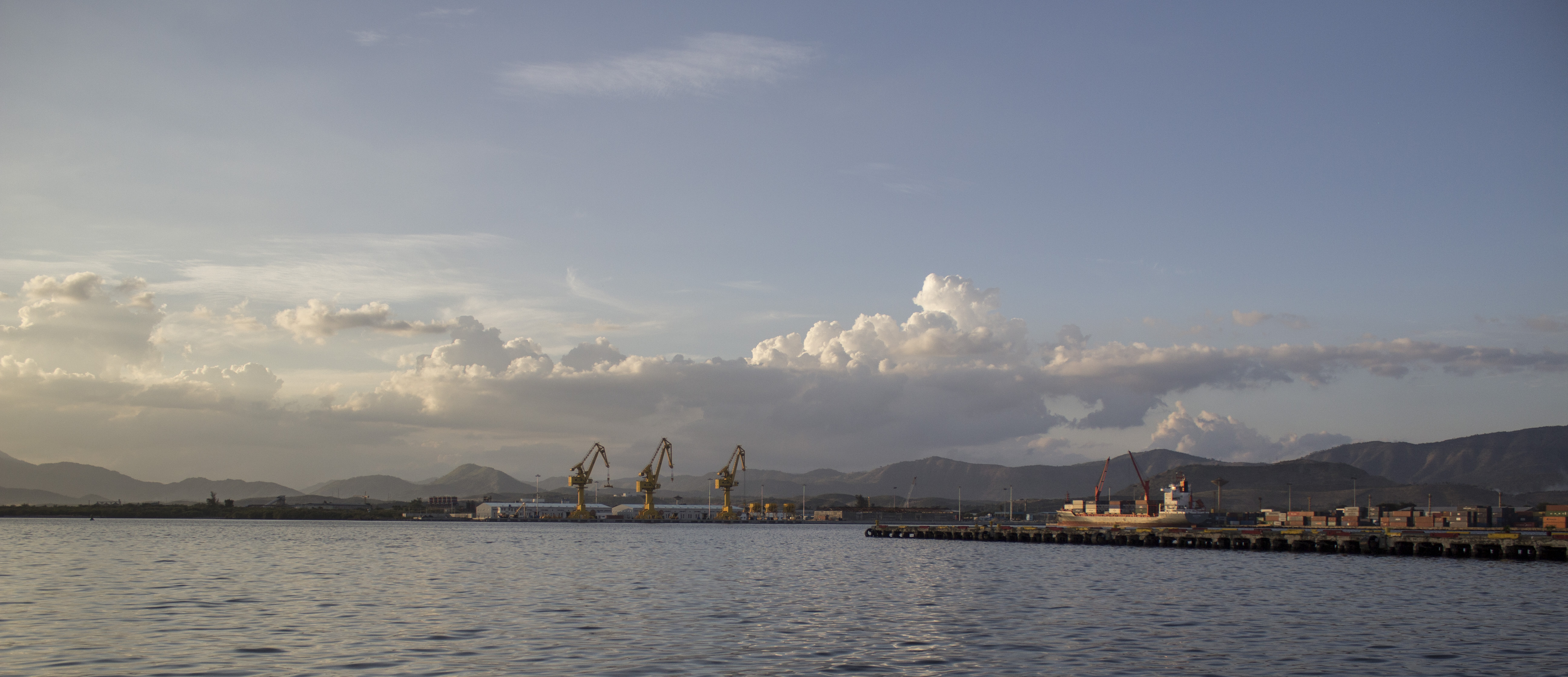
Bahía de Santiago de Cuba
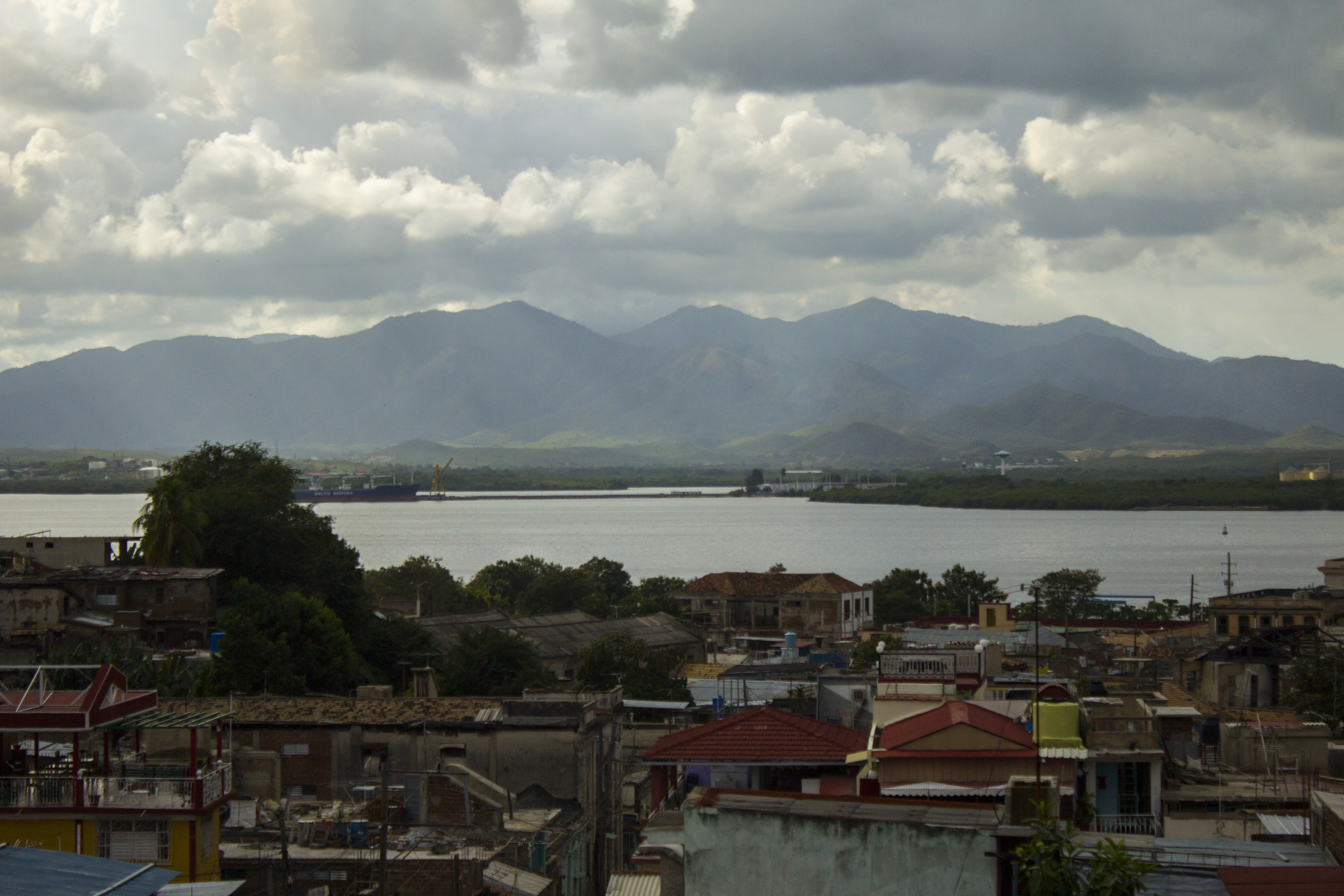
Vista del Centro histórico de Santiago de Cuba)
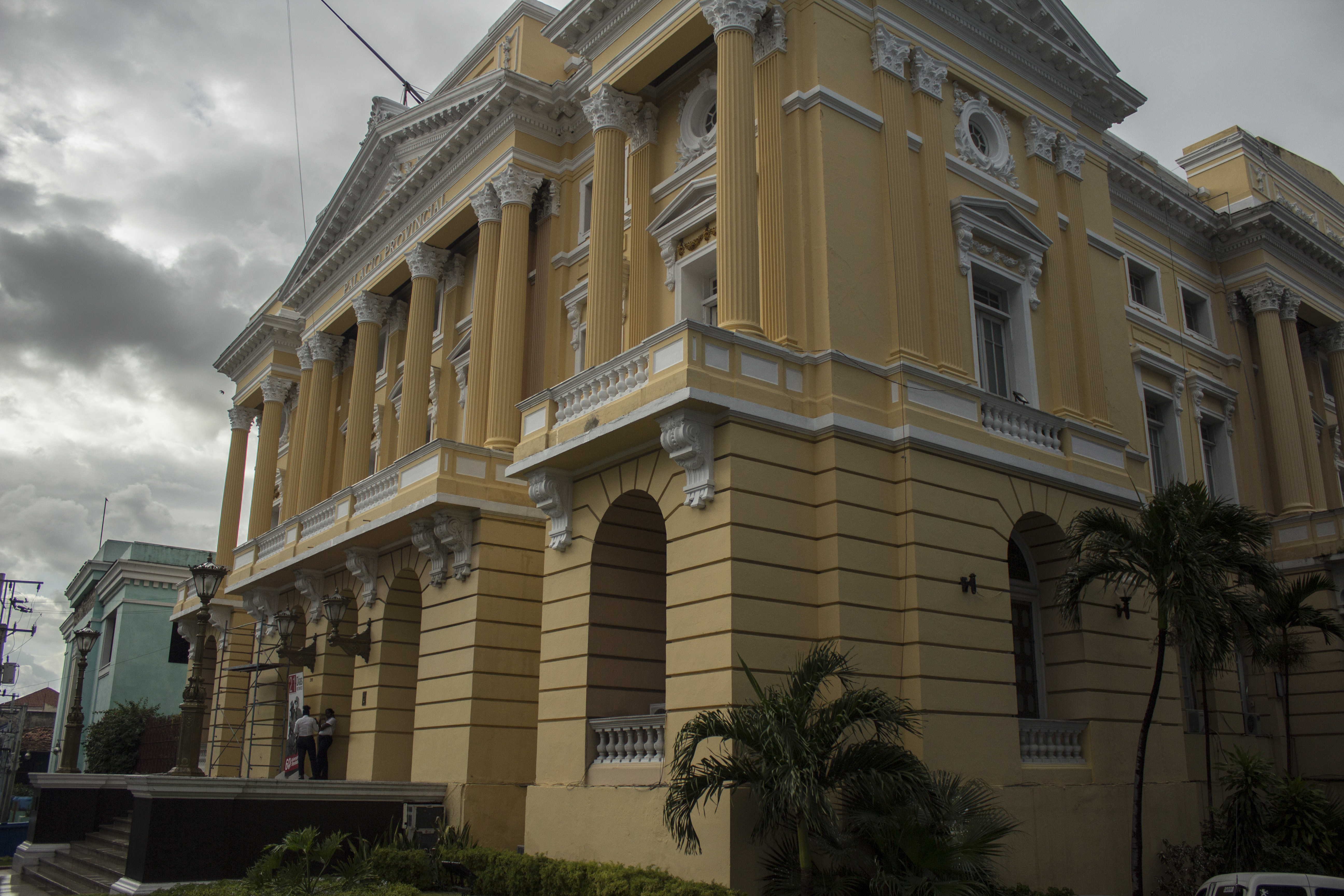
Palacio Provincial
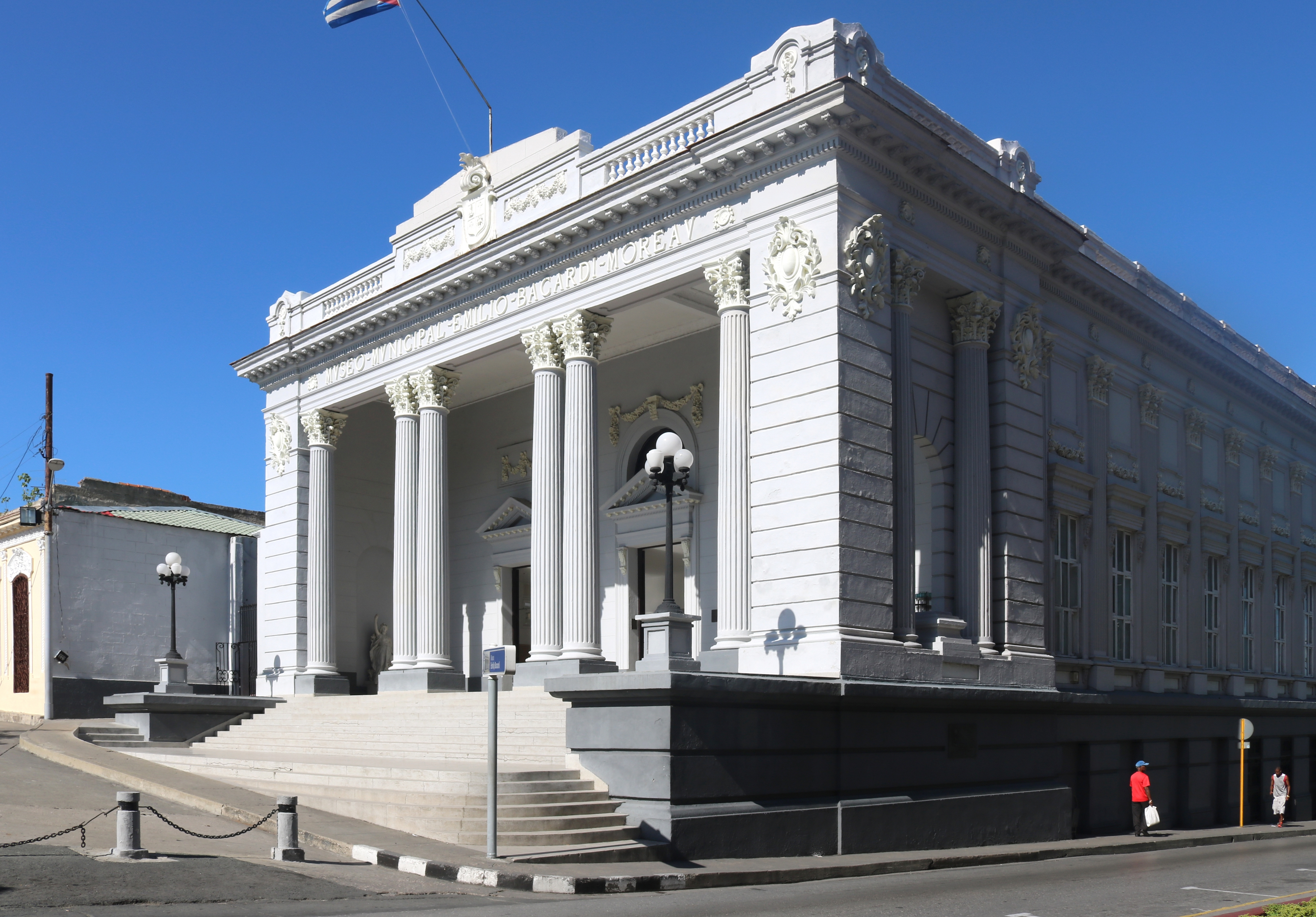
Museo Emilio Bacardí, el primero de Cuba
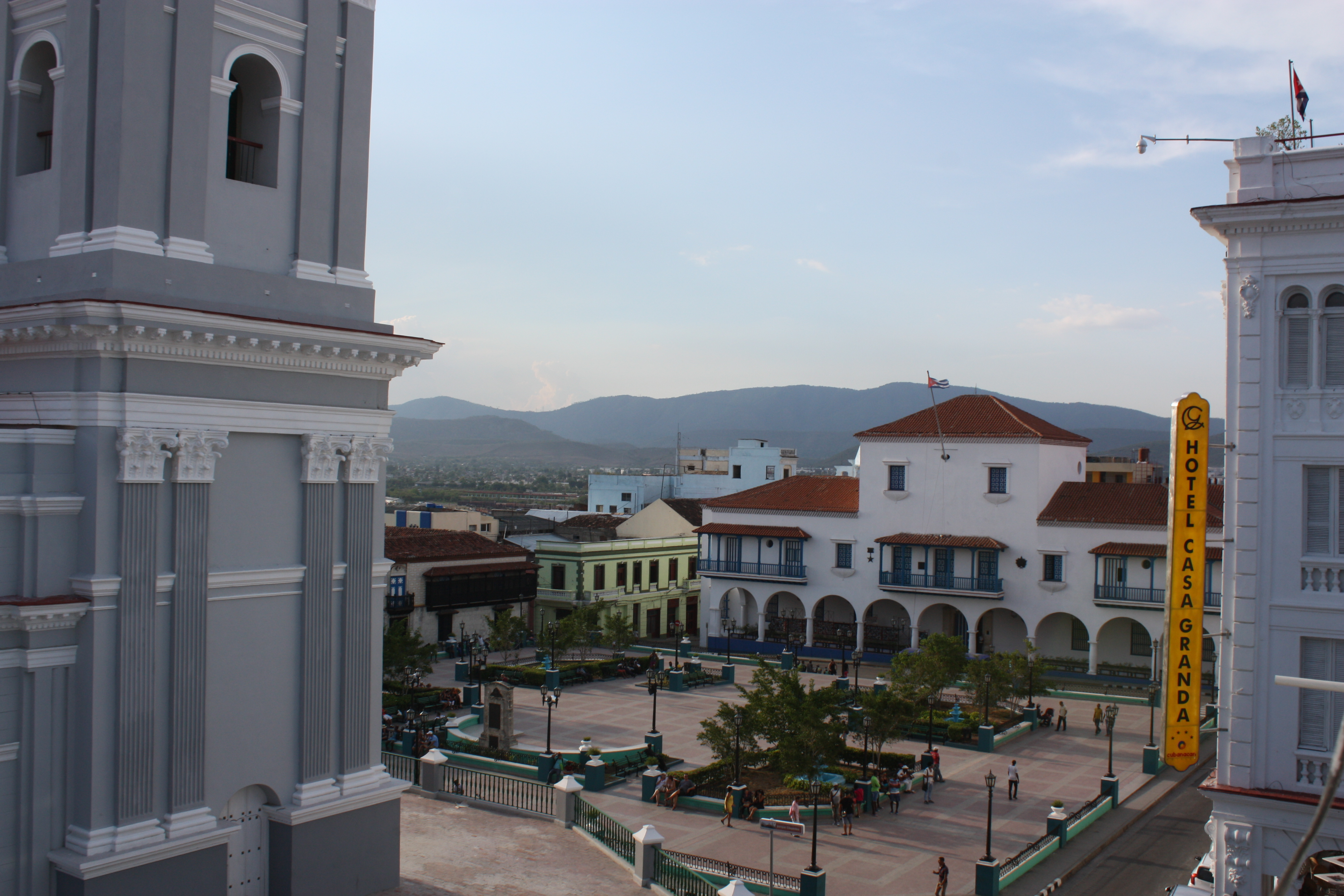
Vista del Parque Céspedes
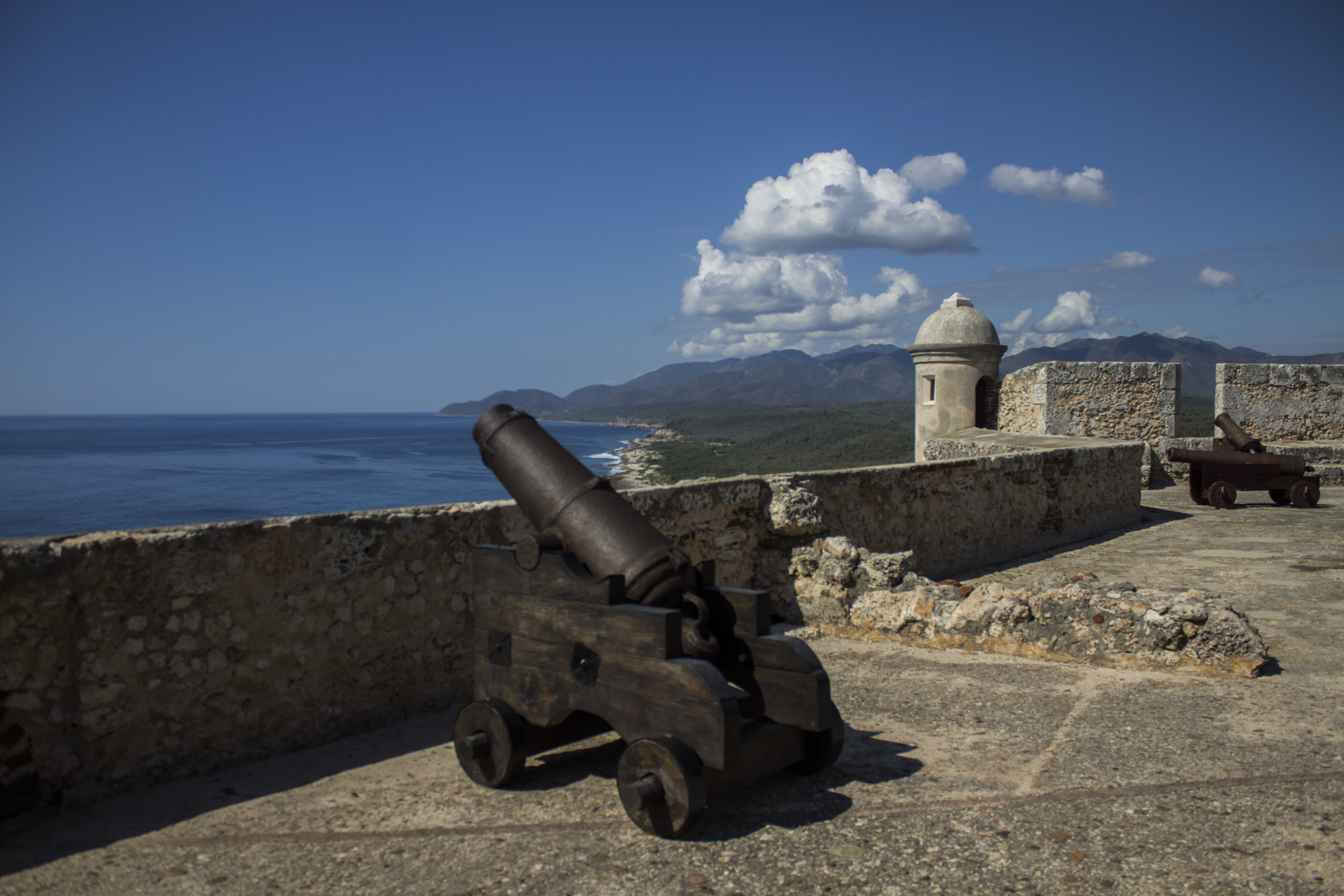
Vista del Castillo de San Pedro de la Roca
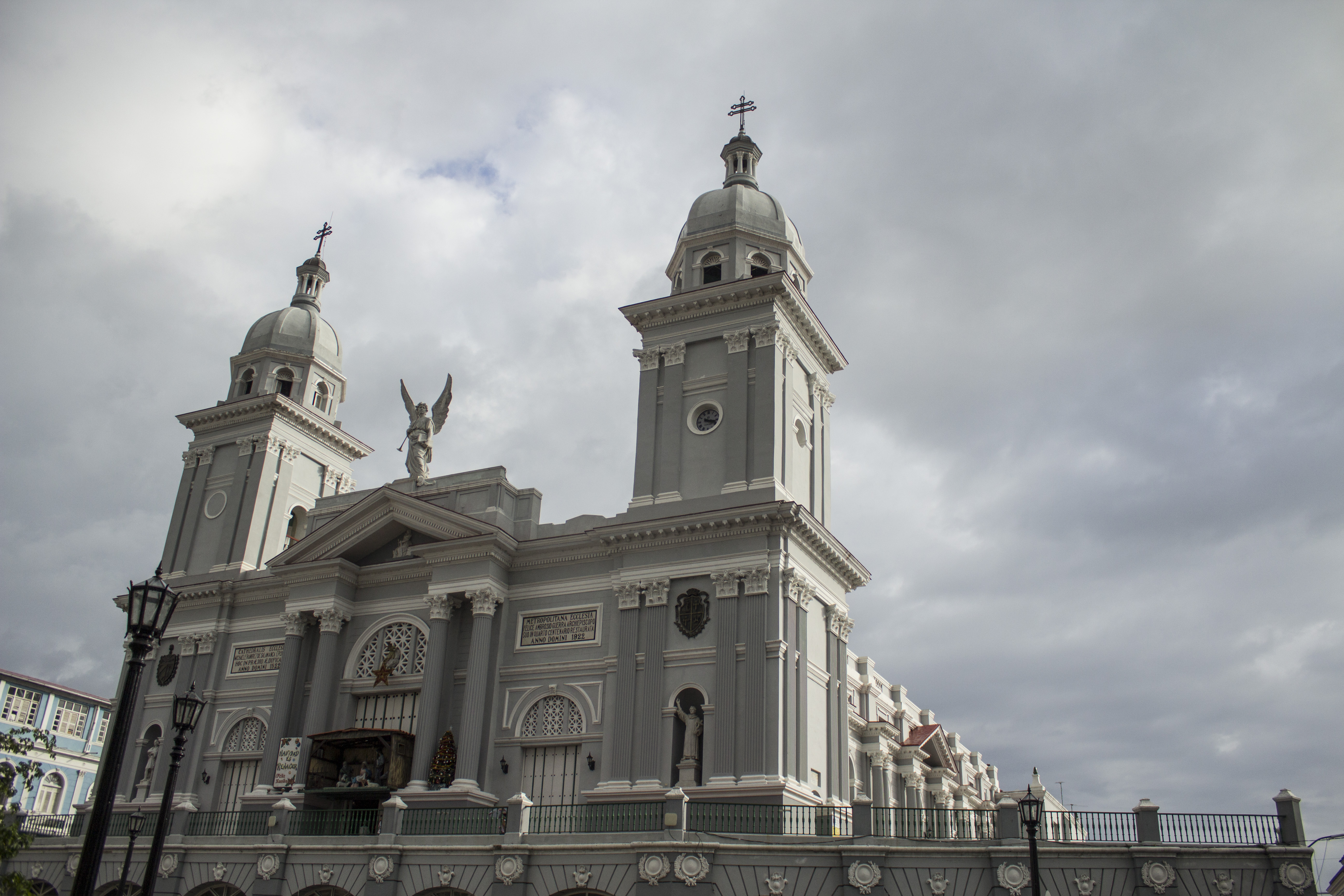
Catedral basílica Santiago de Cuba
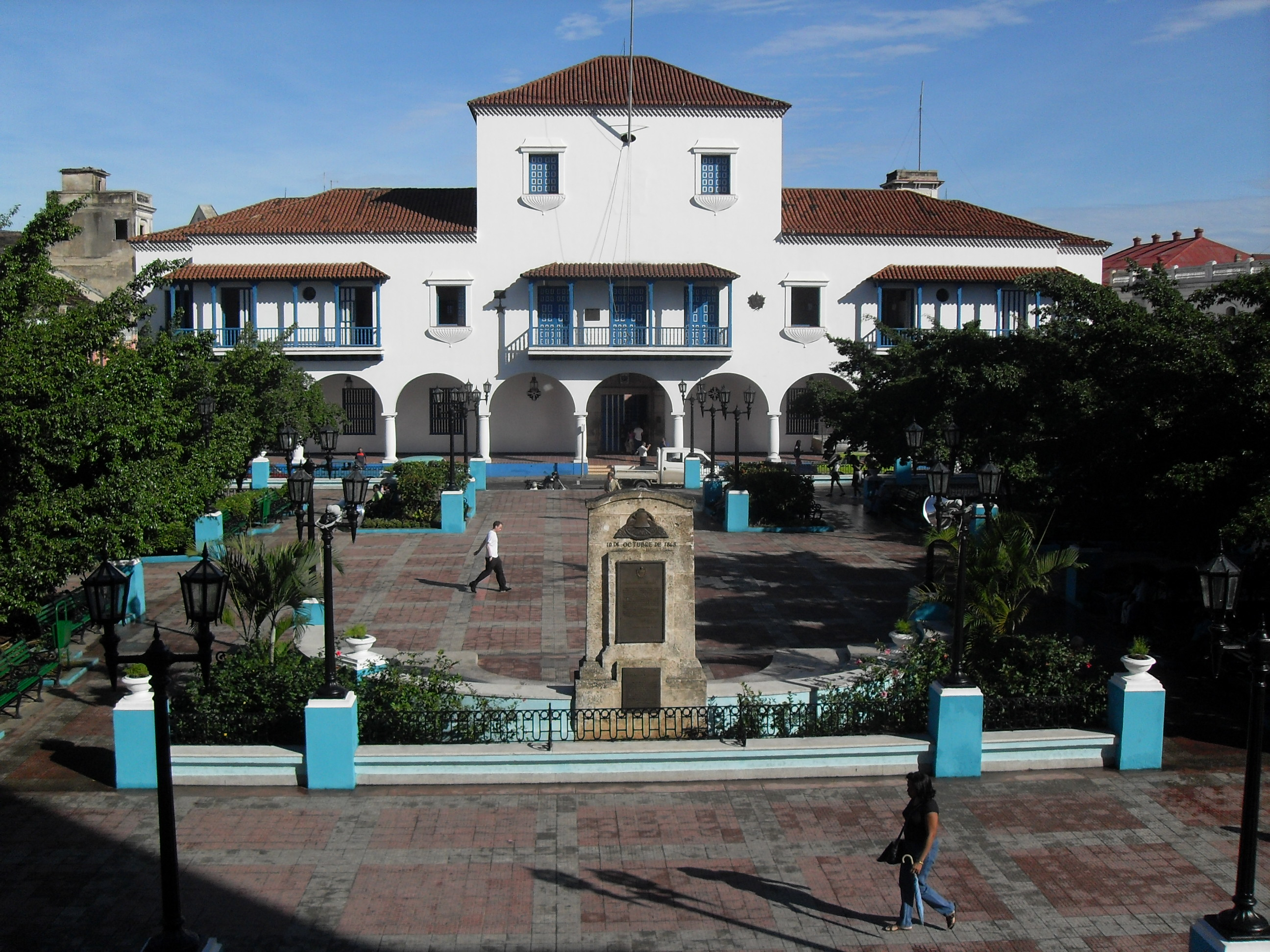
Ayuntamiento de Santiago de Cuba
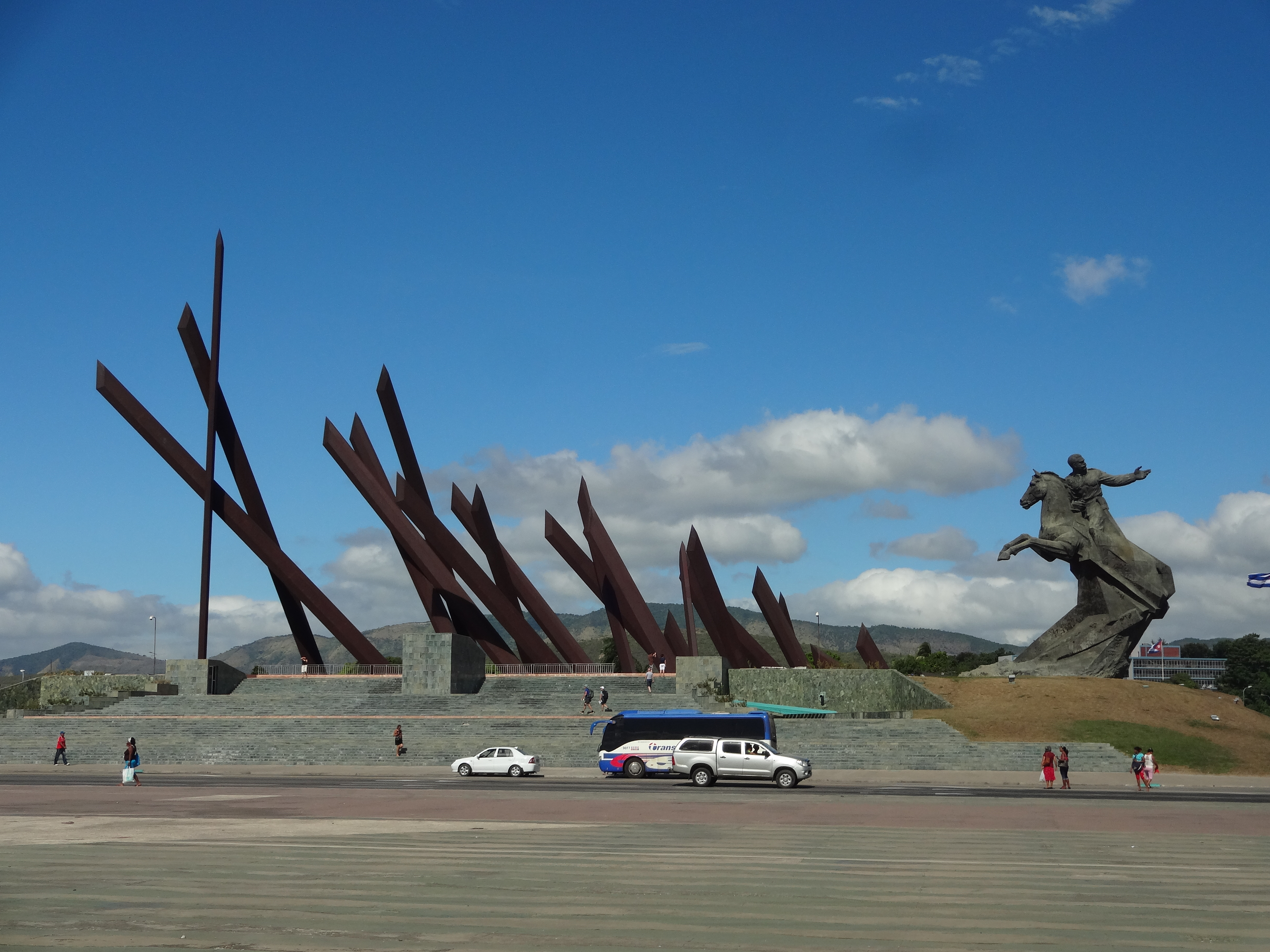
Plaza de la Revolución
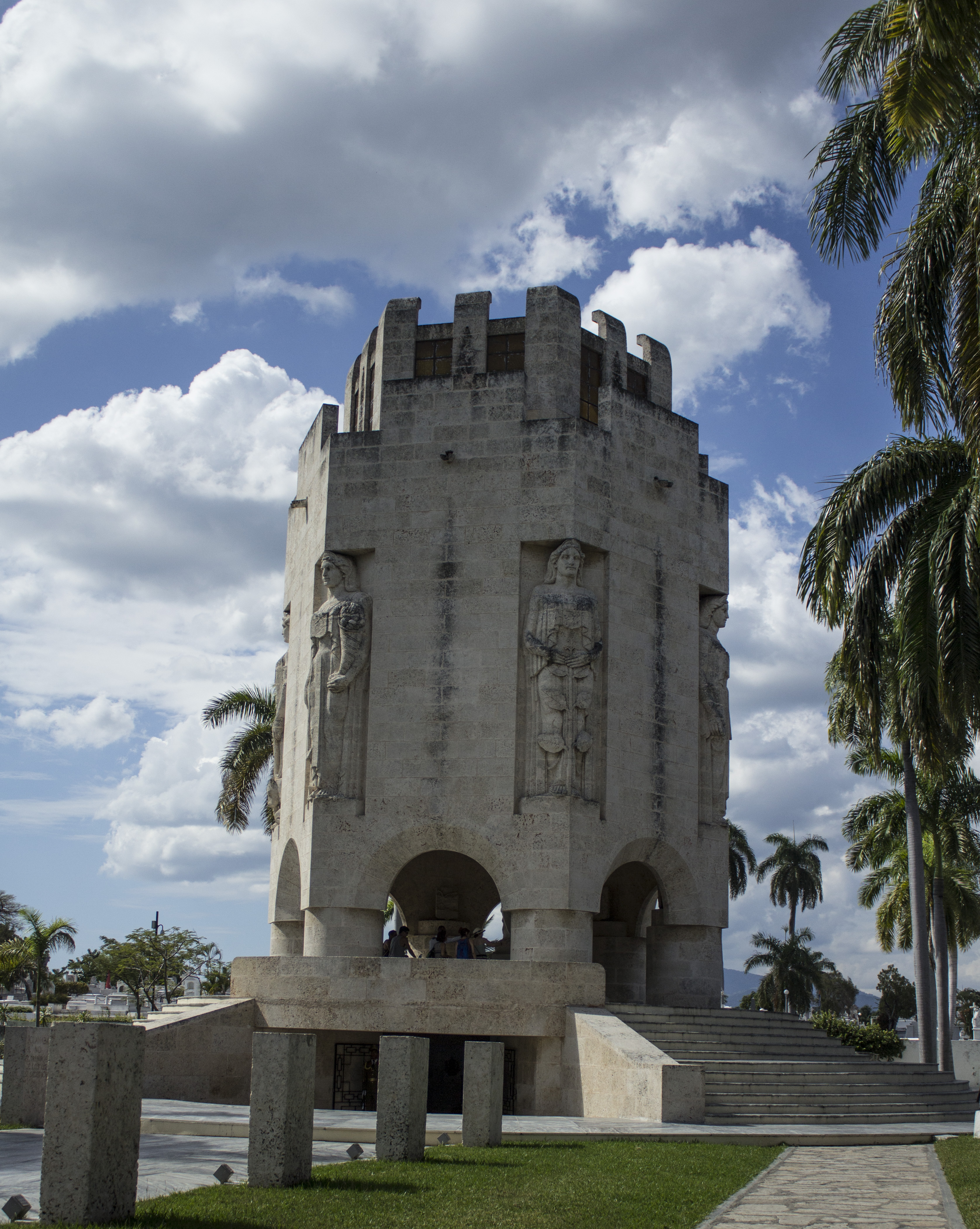
Mausoleo a José Martí en el Cementerio de Santa Ifigenia
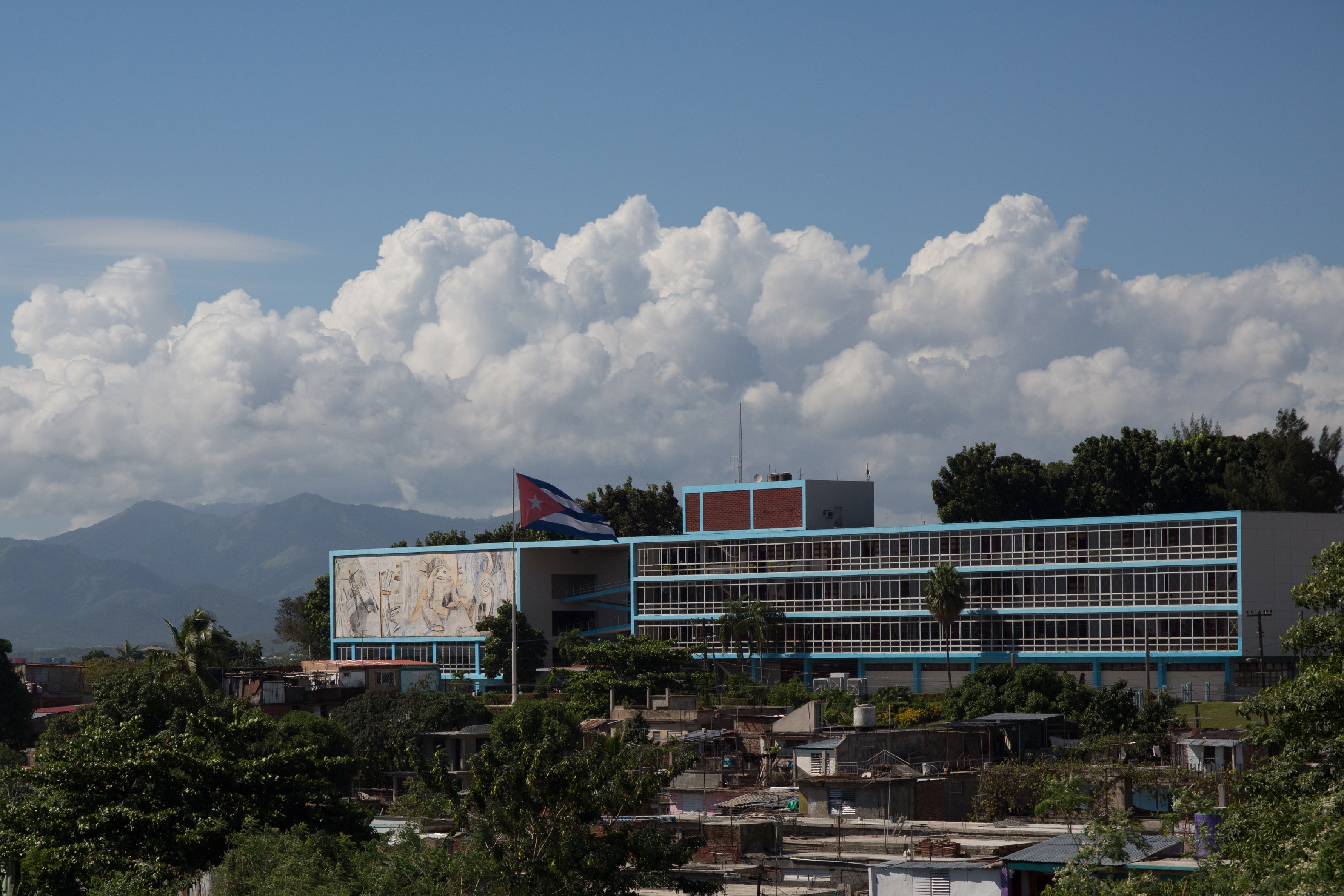
Universidad de Oriente
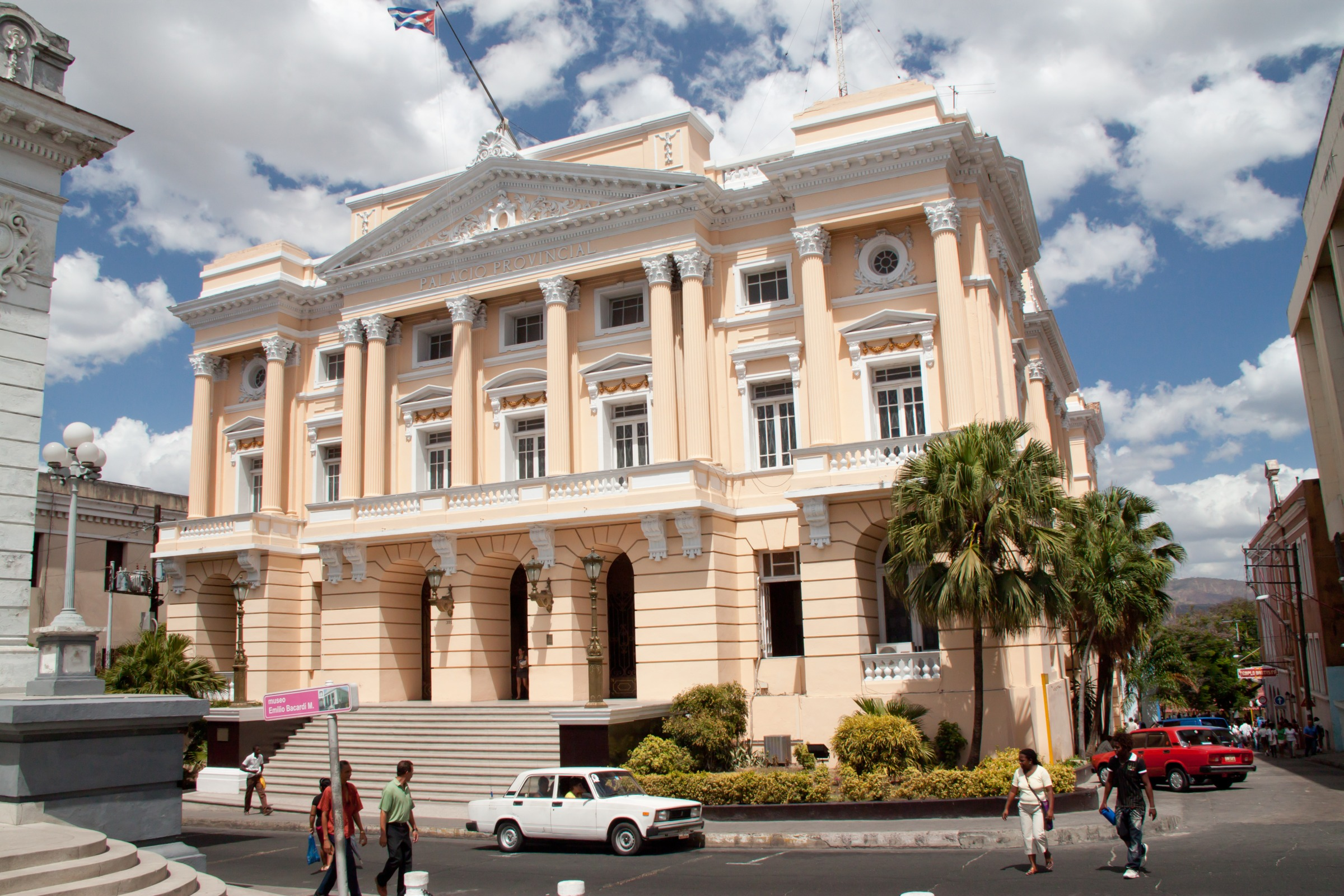
Palacio Provincial, sede del Gobierno de la Provincia
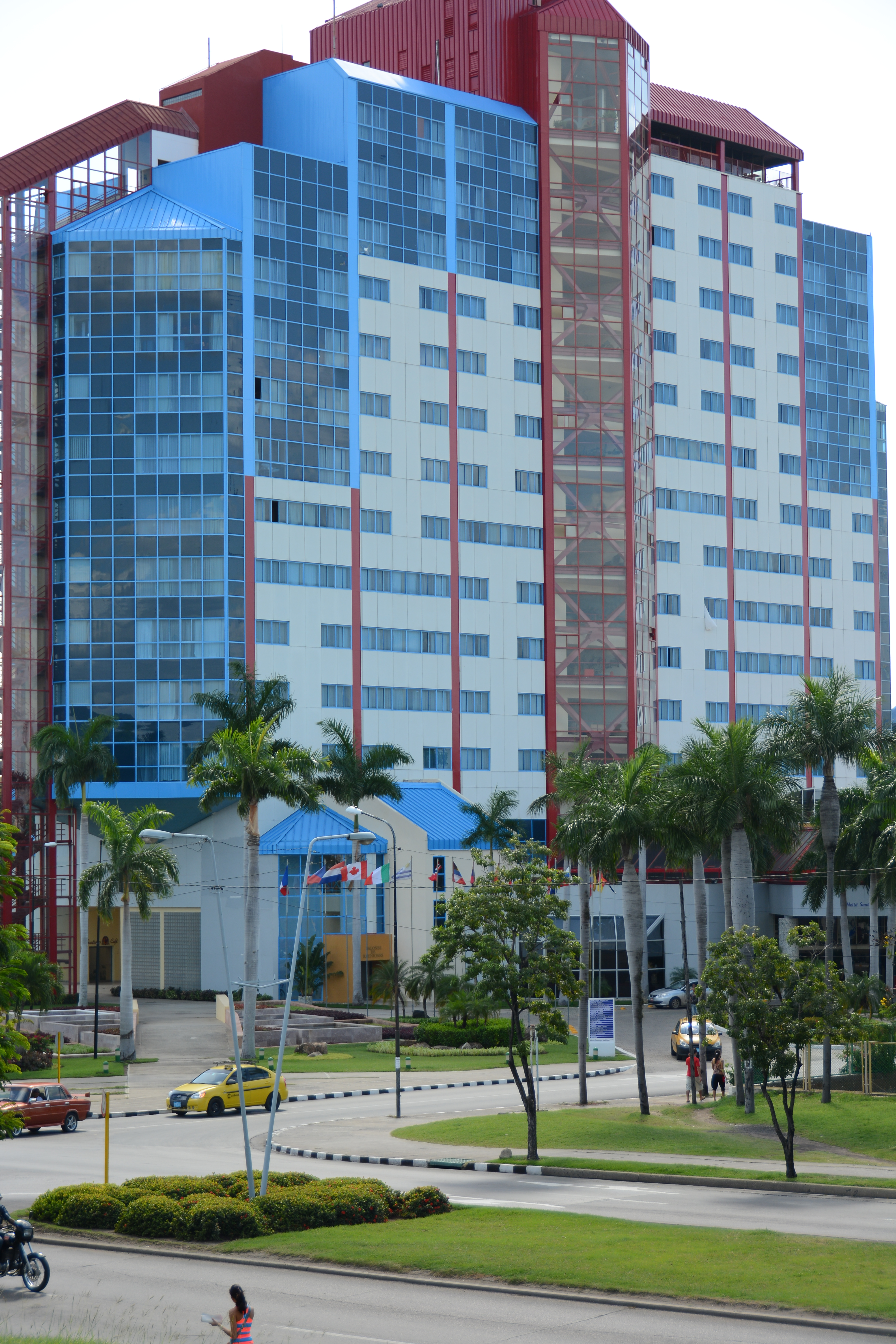
Hotel Meliá Santiago de Cuba
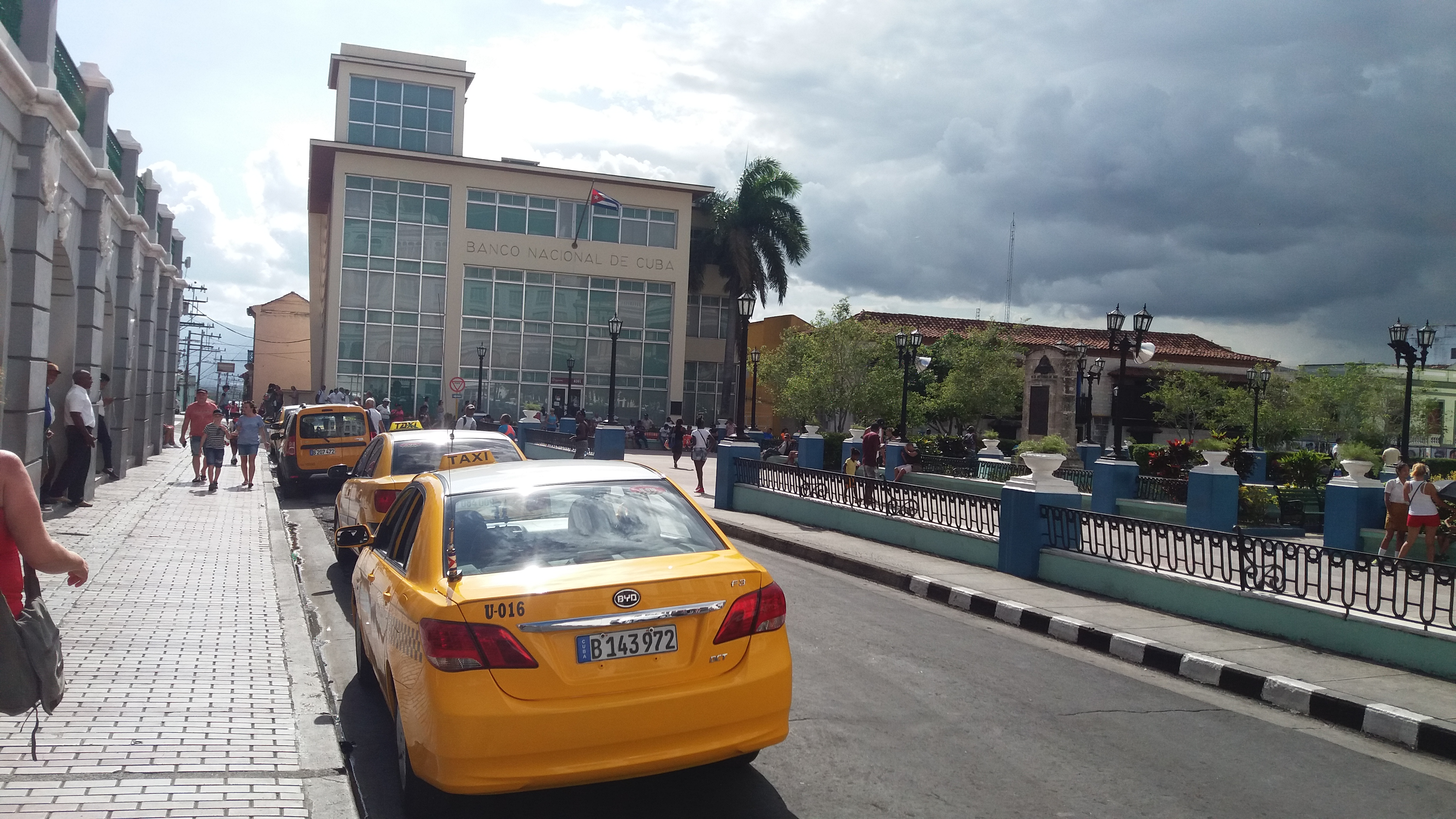
Vista del Centro de Santiago de Cuba
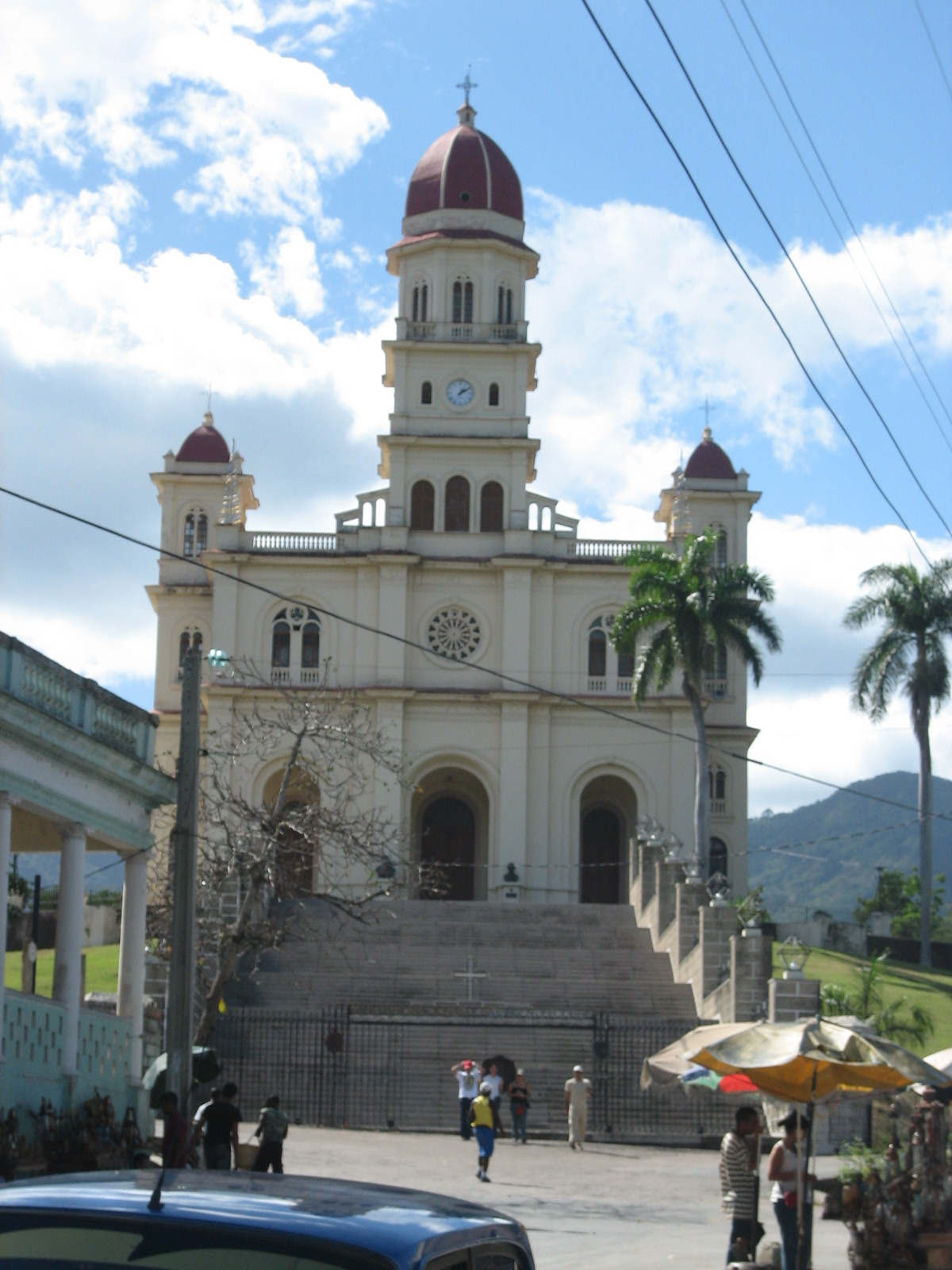
Basílica Santuario Nacional de Nuestra Señora de la Caridad del Cobre
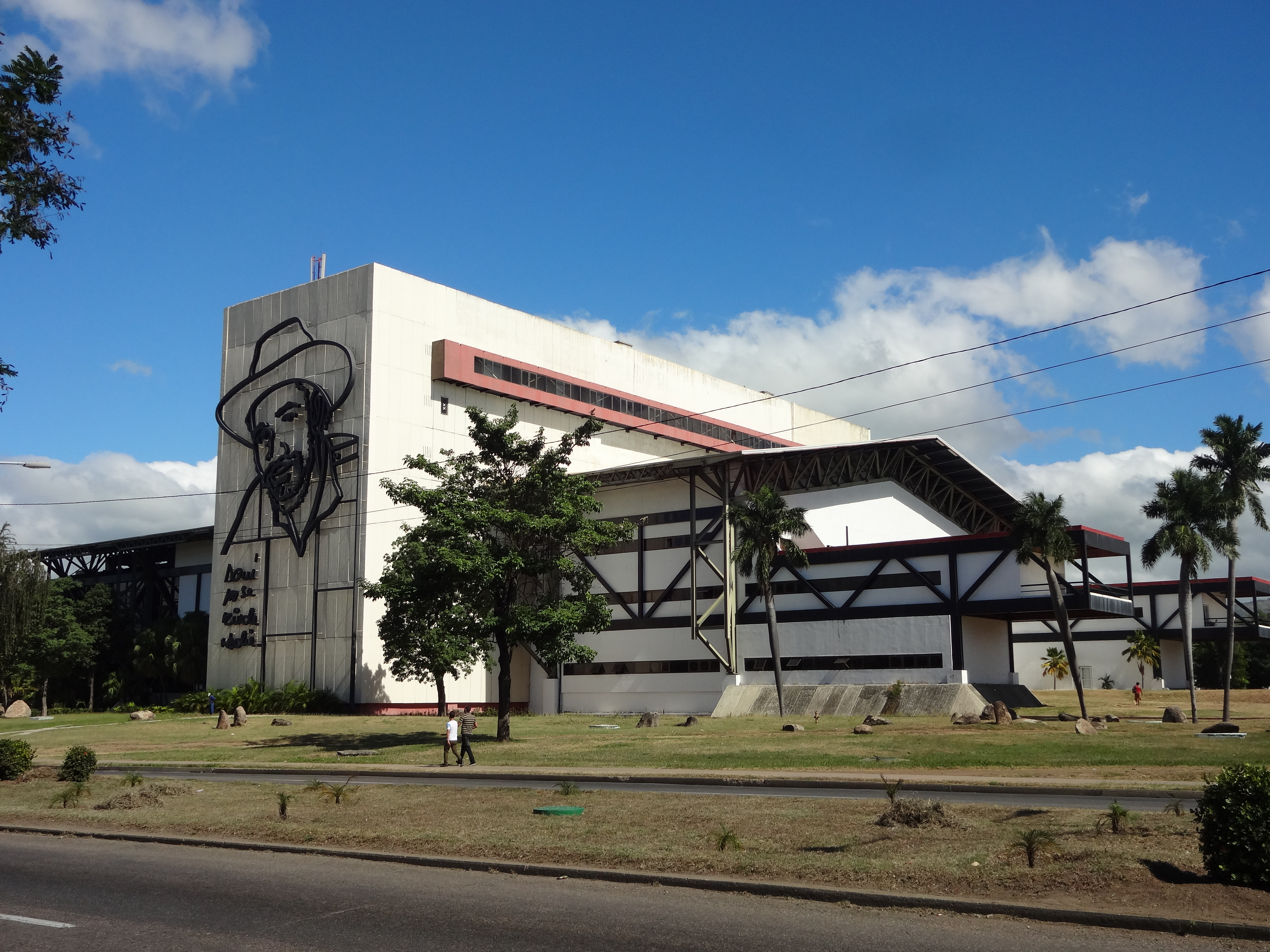
Centro de Convenciones-Complejo Cultural-Teatro Heredia
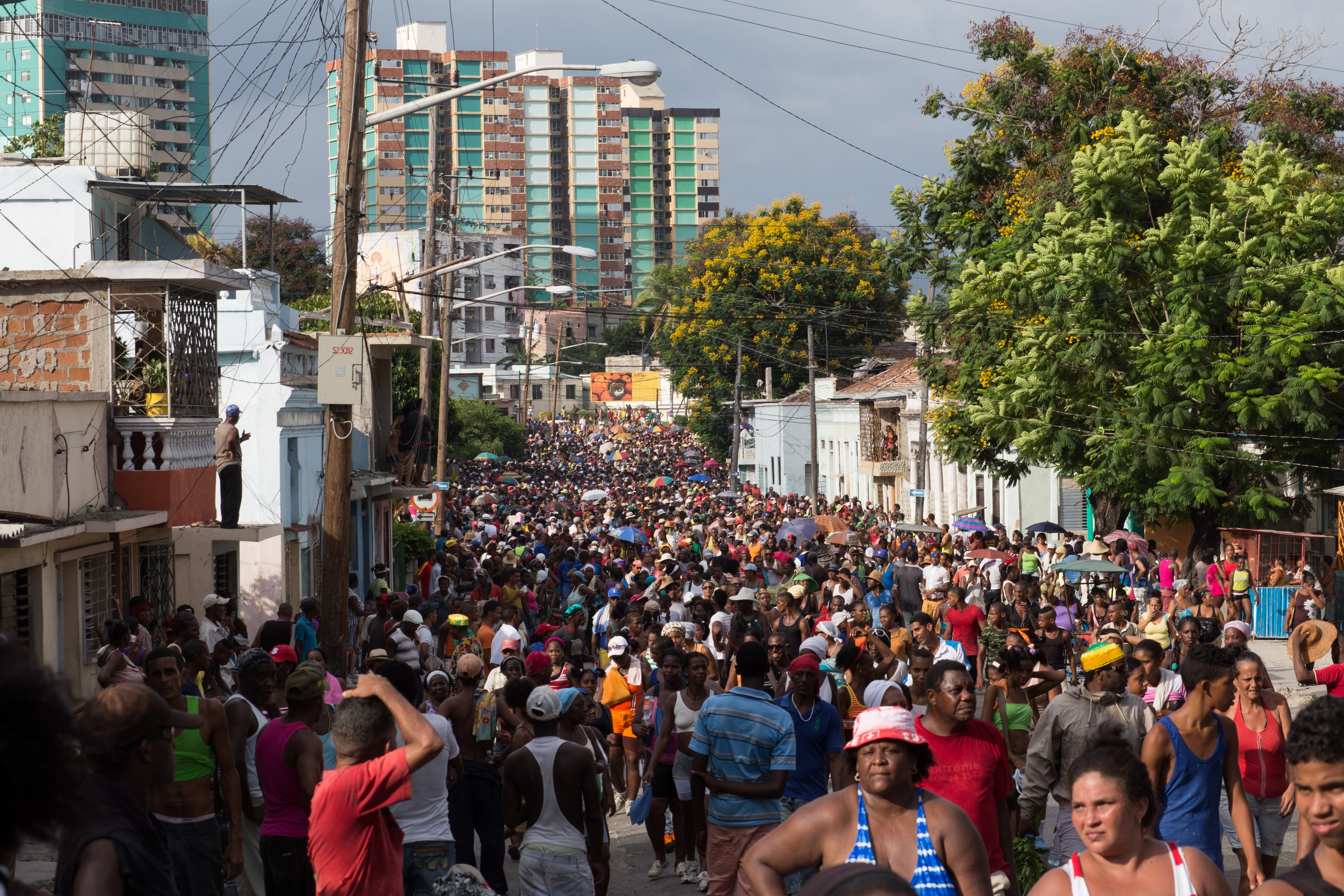
Conga Santiaguera
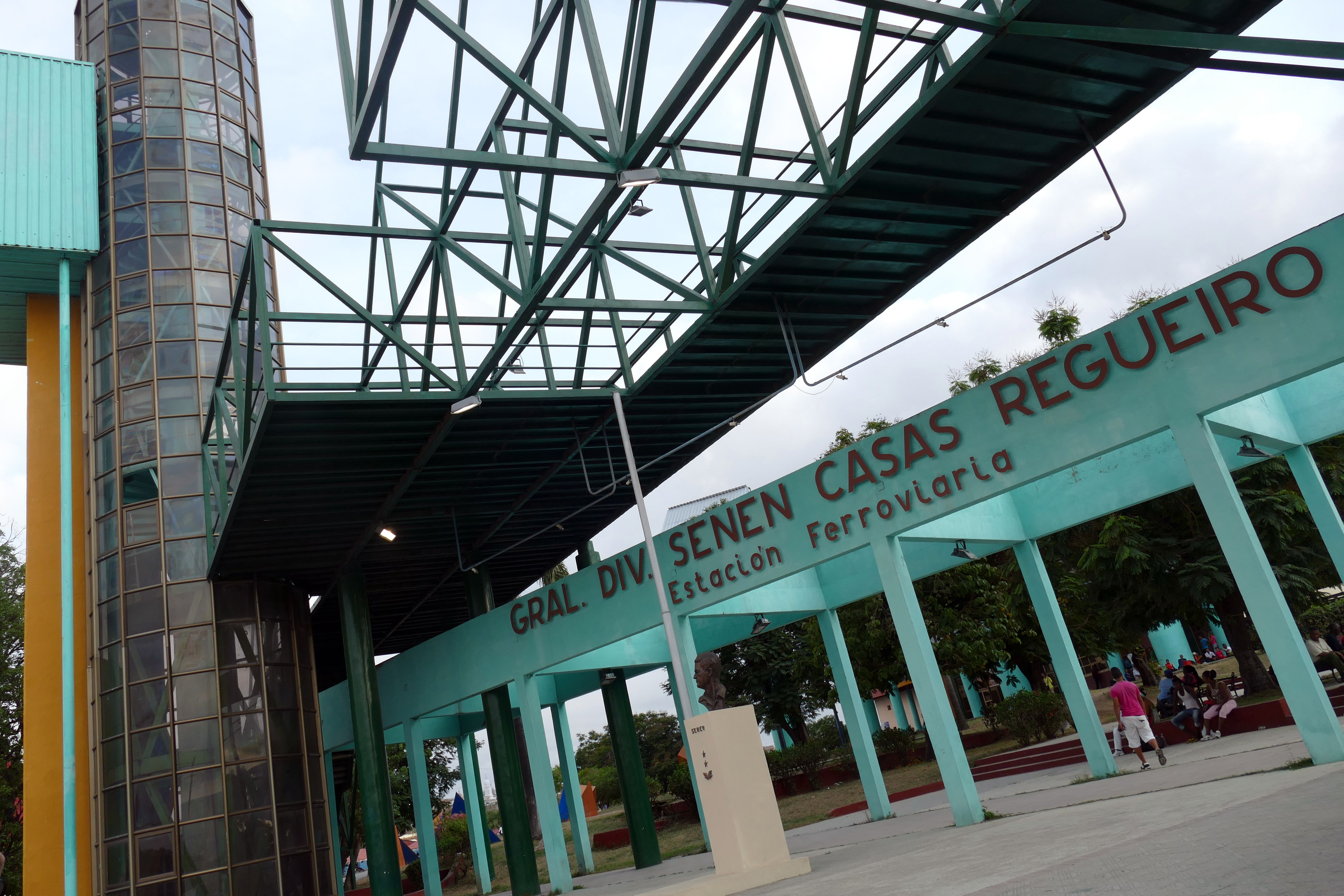
Estación de Trenes y Terminal Interprovincial de Ómnibus de Santiago de Cuba
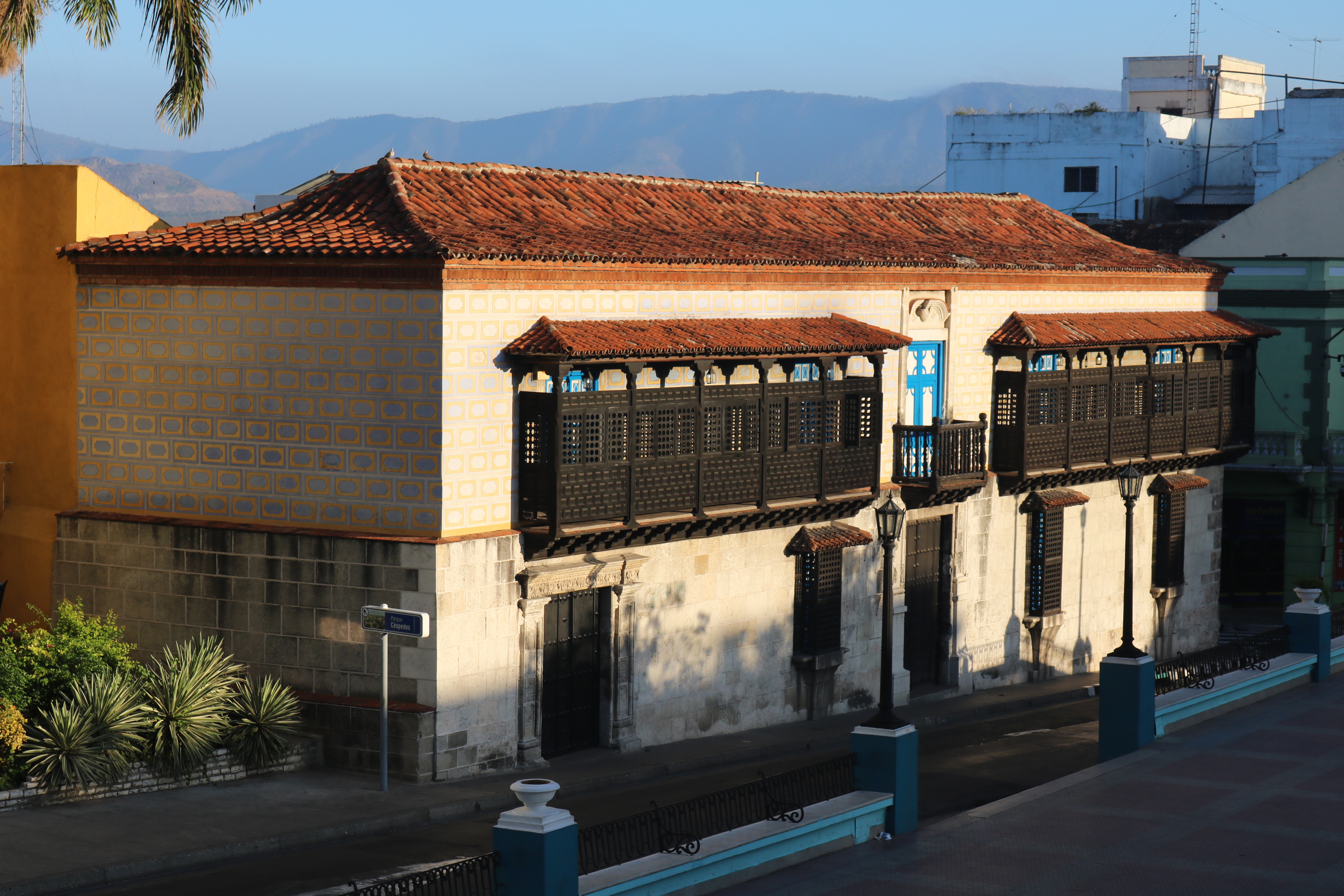
La casa de Diego Velázquez de Cuéllar
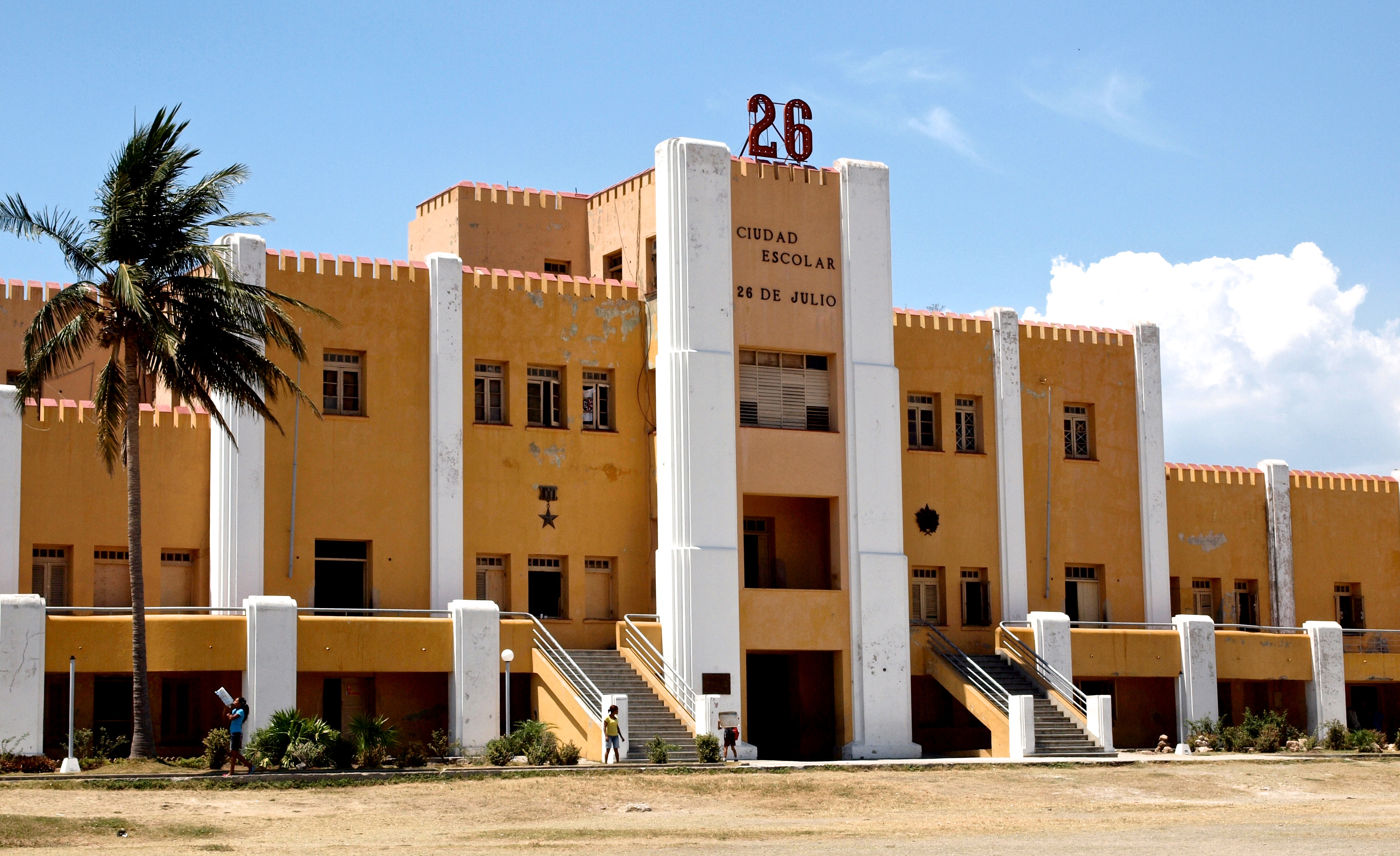
Cuartel Moncada
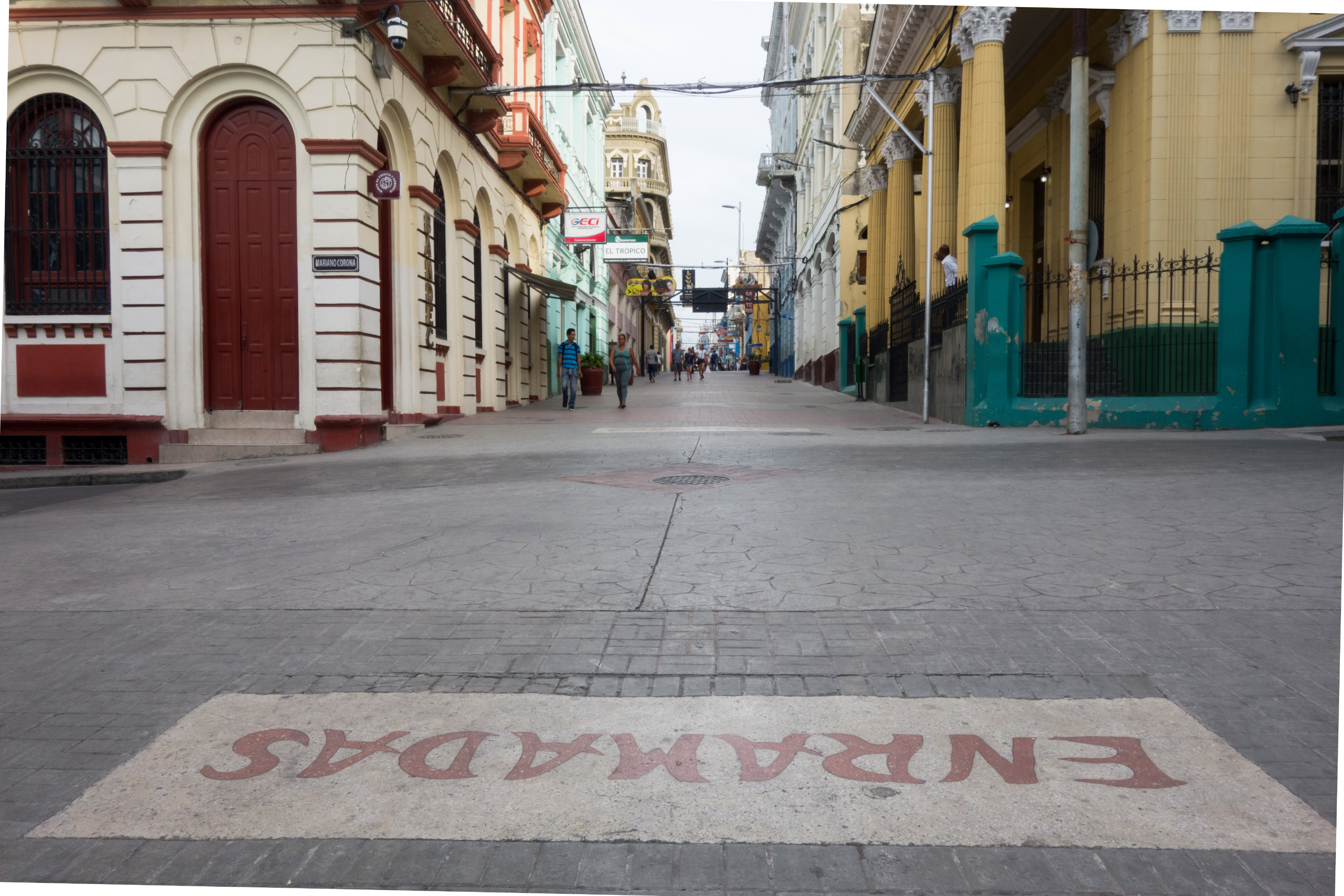
Calle Enramadas, el más largo bulevar de Cuba

## Ciudades hermanas
- Cartagena de Indias, Colombia
- Esmeraldas, Ecuador
- Estación Central, Chile
- Lisboa, Portugal
- Maracaibo, Venezuela
- Maracay, Venezuela
- Montego Bay, Jamaica
- Oakland, Estados Unidos
- Querétaro, México
- Rosario, Argentina
- Sabaneta, Venezuela
- Santiago (Nuevo León), México
- Santiago de Compostela, España
- Santiago de los Caballeros, República Dominicana
- Teror, España
- Salerno, Italia
- Shanghái, China
- Paraná, Argentina
- Le Lamentin, Francia
- Palermo, Italia
- Santiago, Colombia
- Diadema, Brasil
- Santiago de Veraguas, Panamá